# Шатровые храмы

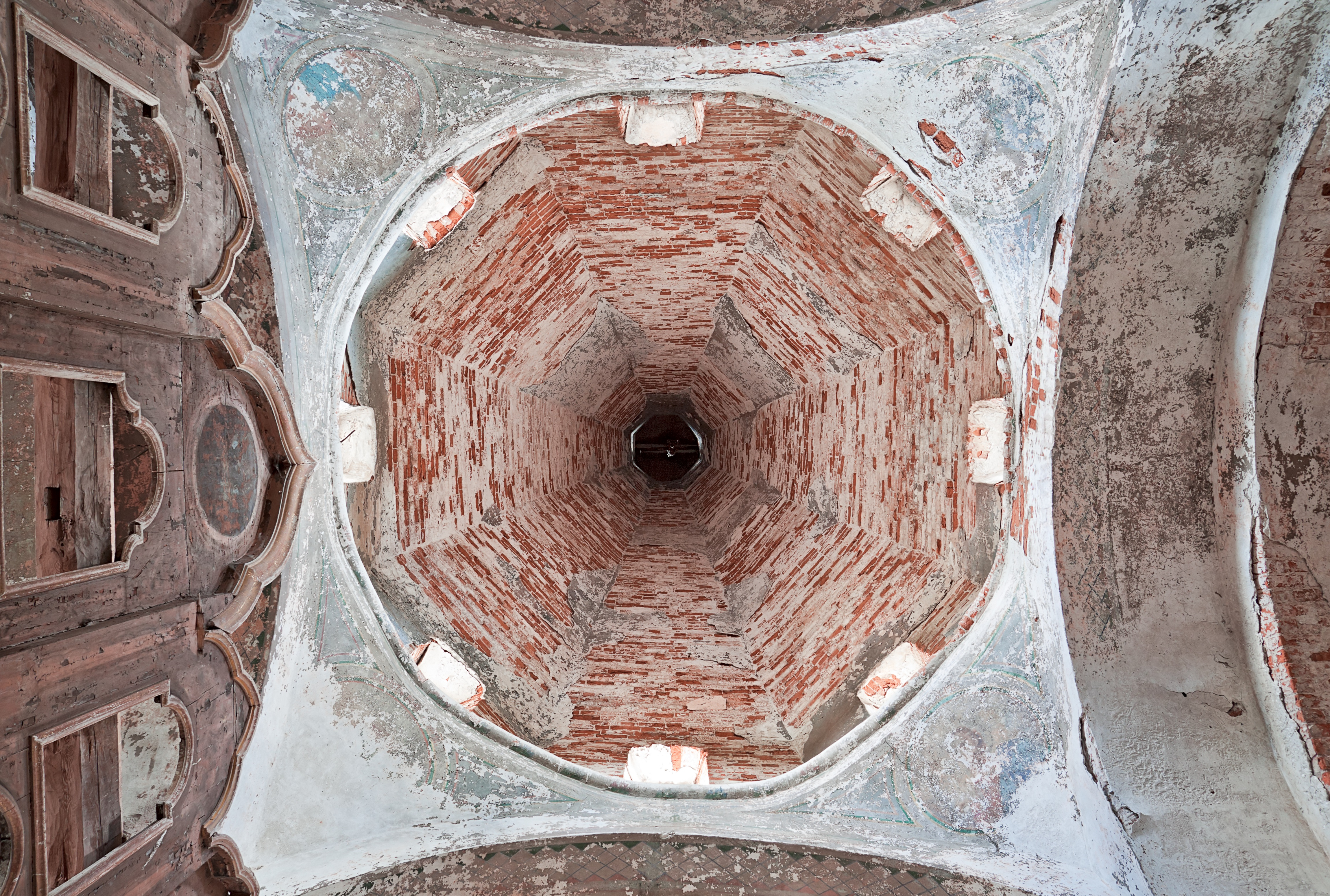
Внутренний вид храмового шатра XVI века, церковь Петра Митрополита (Переславль), 1584—1585 годы

Шатро́вые хра́мы — особый архитектурный тип, появившийся и ставший распространённым в русском храмовом зодчестве. Вместо купола здание шатрового храма завершается шатром. Шатровые храмы бывают деревянными и каменными. Каменные шатровые храмы появились на Руси в начале XVI века и имели широкое распространение до середины XVII века.

## История строительства шатровых храмов

### Деревянные шатровые храмы

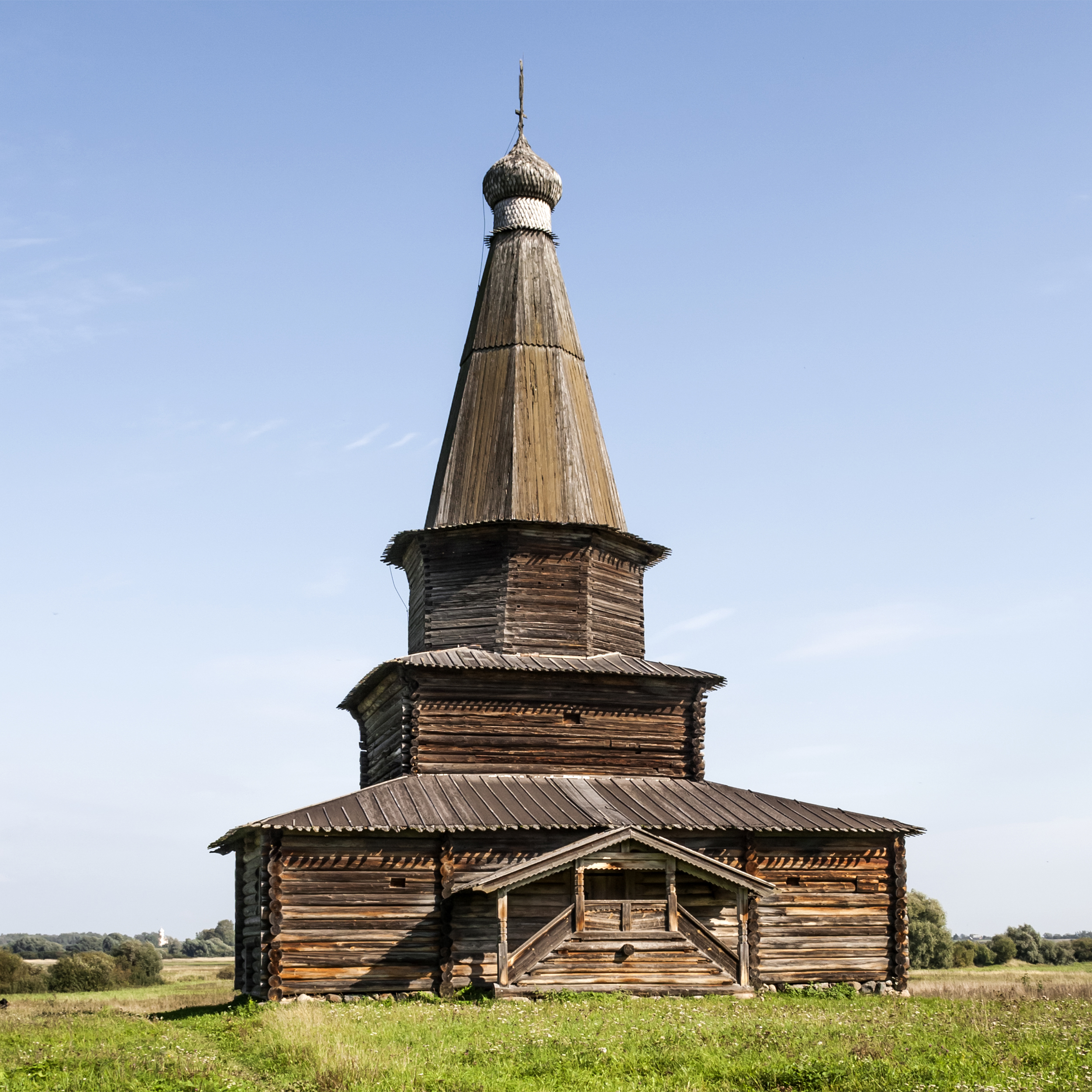
Церковь Успения из села Курицко (музей Витославлицы), 1595 год.

В русском деревянном зодчестве шатёр является распространённой, хотя далеко не единственной, формой завершения деревянных церквей. Так как с древнейших времен деревянное строительство на Руси было преобладающим, то большинство христианских храмов так же строилось из дерева. Типология церковной архитектуры перенималась Древней Русью из Византии. Однако в дереве чрезвычайно трудно передать форму купола — необходимого элемента храма византийского типа. Вероятно, именно техническими трудностями вызвана замена в деревянных храмах куполов шатровыми завершениями. Конструкция деревянного шатра проста, её устройство не вызывает серьёзных затруднений. Хотя самые ранние известные деревянные шатровые храмы относятся к XVI веку, есть основания думать, что и раньше в деревянном зодчестве была распространена форма шатра. Предполагается, что первый Никольский храм Александро-Ошевенского монастыря, возведенный около 1460-х годов, был шатровым. Имеется изображение несохранившейся деревянной шатровой Климентовской церкви в селе Уна Архангельской области, клировые записи которой относят строительство храма к 1501 году. Однако, современные исследования относят известное шатровое завершение этого храма к последней перестройке 1770-х годов, как он выглядел до перестройки — неизвестно. Эти данные позволяет некоторым ученым утверждать, что шатёр появился в деревянном зодчестве раньше, чем в каменном. Исследователи П. Н. Максимов и Н. Н. Воронин на основании анализа древнерусских документов полагали, что шатровыми были несохранившиеся деревянные храмы в Вышгороде (1020—1026 годы), Устюге (конец XIII века), Ледском погосте (1456 год) и Вологде (конец XV века). Имеются так же ранние изображения шатровых храмов, например, на иконе «Введение Богородицы в храм» начала XIV века из села Кривое на Северной Двине (ГРМ).

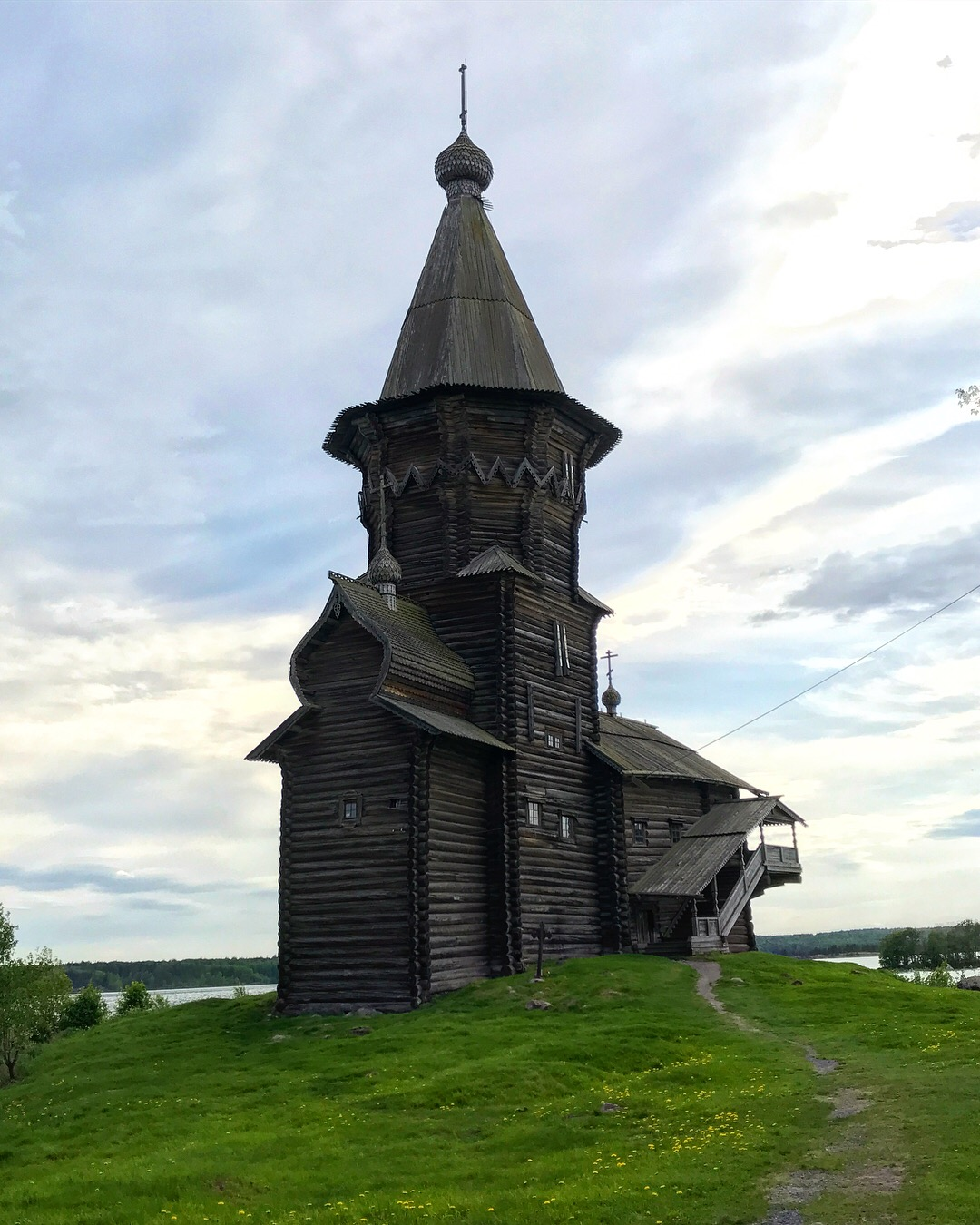
Успенская церковь в Кондопоге, 1774 год (ныне утрачена)

Важным аргументом в пользу раннего происхождения шатрового типа деревянного храма является постоянство типологии деревянного зодчества. На протяжении столетий деревянное строительство, тесно связанное с народной средой, велось по старым, хорошо знакомым образцам. Строители придерживались нескольких сложившихся типов, поэтому более поздние постройки в целом должны были повторять предшествовавшие им. Часто плотников обязывали строить новый храм по образцу старого, пришедшего в негодность. Консервативность деревянного зодчества, замедленность его развития позволяют думать, что основные его формы не претерпели существенного изменения со времени своего возникновения.
Шатровые храмы во многом определяли облик не только древнерусских сел, но и городов. Каменные церкви были редки, большая же часть храмов и в городах строилась из дерева. Вытянутые силуэты шатров хорошо выделялись из массы основной застройки. Имеется летописное сообщение о высоких «стоянах» в Москве, под которыми П. Н. Максимов и Н. Н. Воронин предполагали деревянные столпообразные церкви, увенченные шатрами. Позднее, в XVIII—XIX вв, когда деревянные церкви ушли из городского строительства, их во множестве продолжали строить на русском севере. Среди храмов Карелии и Архангельской области немало примеров шатровых построек.
Во второй половине XIX — начале XX века в постройках русского стиля и модерна проявился интерес к русской допетровской архитектуре. Возрождению традиций православной архитектуры сопутствовал и интерес к деревянной народной архитектуре. Появились новые профессиональные проекты деревянных церквей. При этом форма шатра воспринималась как характерный элемент именно русского храма. Деревянные храмы продолжают строиться и в современной России, причём шатровая форма завершения пользуется широкой популярностью.
Конструкция шатра обыкновенно очень проста. Несколько (чаще всего восемь) бревен сводятся в верхней точке, образуя ребра шатра. Снаружи шатёр обшивают досками и иногда покрывают лемехом. Сверху на него ставится небольшая главка с крестом. Интересен факт, что в деревянных храмах шатёр делался глухим, отделяясь от интерьера храма потолком. Это вызвано необходимостью защитить интерьер храма от атмосферных осадков, при сильном ветре проникающих через покрытие шатра. При этом пространство шатра и храма эффективно вентилируются отдельно друг от друга.
В качестве основания для шатра чаще всего служит восьмигранный верхний ярус храма — восьмерик (по мысли С. В. Заграевского — аналог барабана для купола). Отсюда происходит конструкция «восьмерик на четверике», позволяющая лучше сделать переход от квадратного в плане основания храма к восьмигранному шатру. Но встречаются храмы и без восьмерика. Встречаются храмы, не имеющие четверика, они с уровня земли имеют восьмигранную форму. Редко встречаются храмы с большим числом граней. Бывают и многошатровые храмы. Помимо центрального шатра, венчающего сруб, малые декоративные шатры ставились и на примыкающие к срубу притворы.

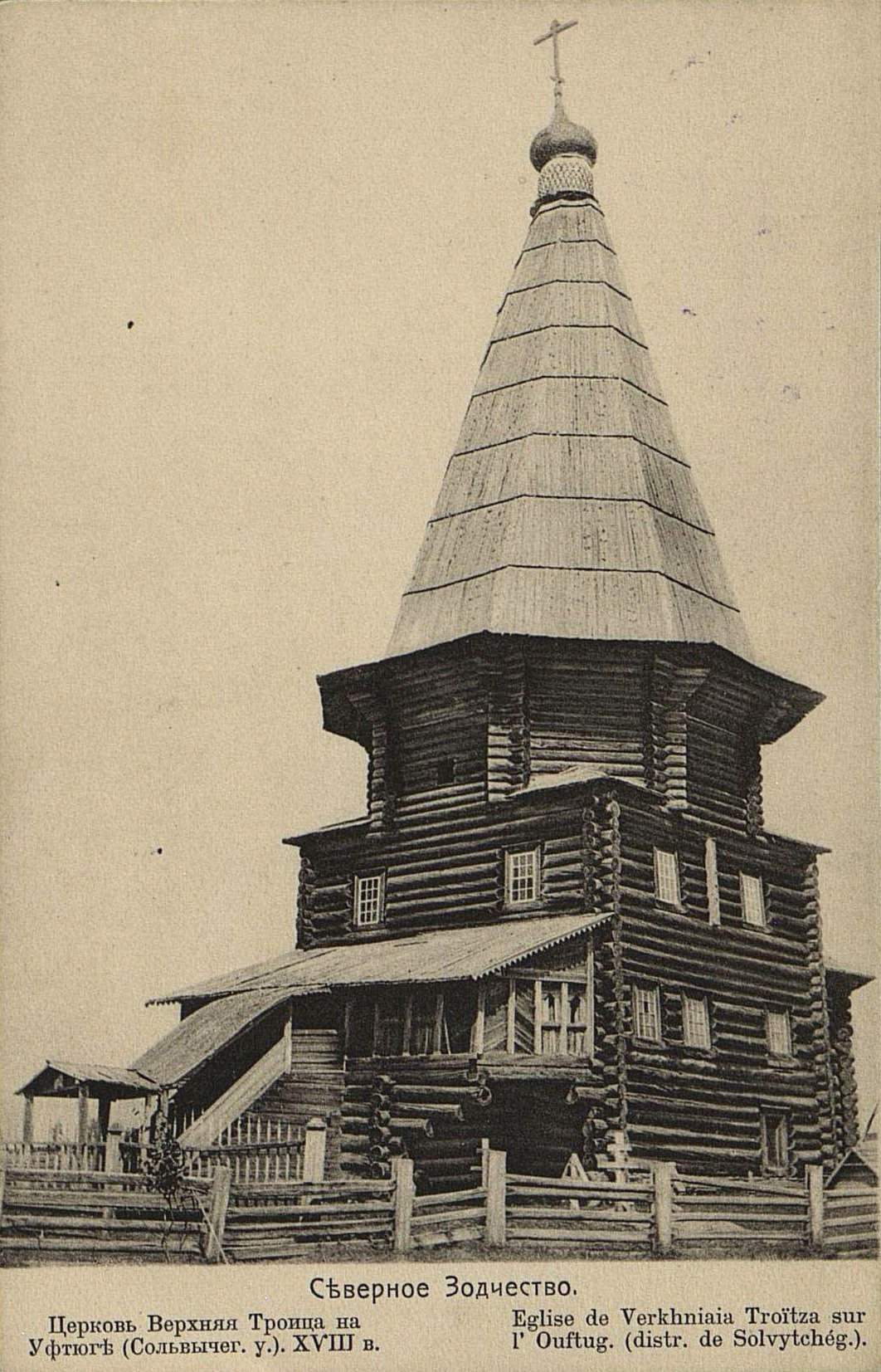
Сольвычегодский уезд, церковь Верхняя Троица на Уфтюге XVIII века.
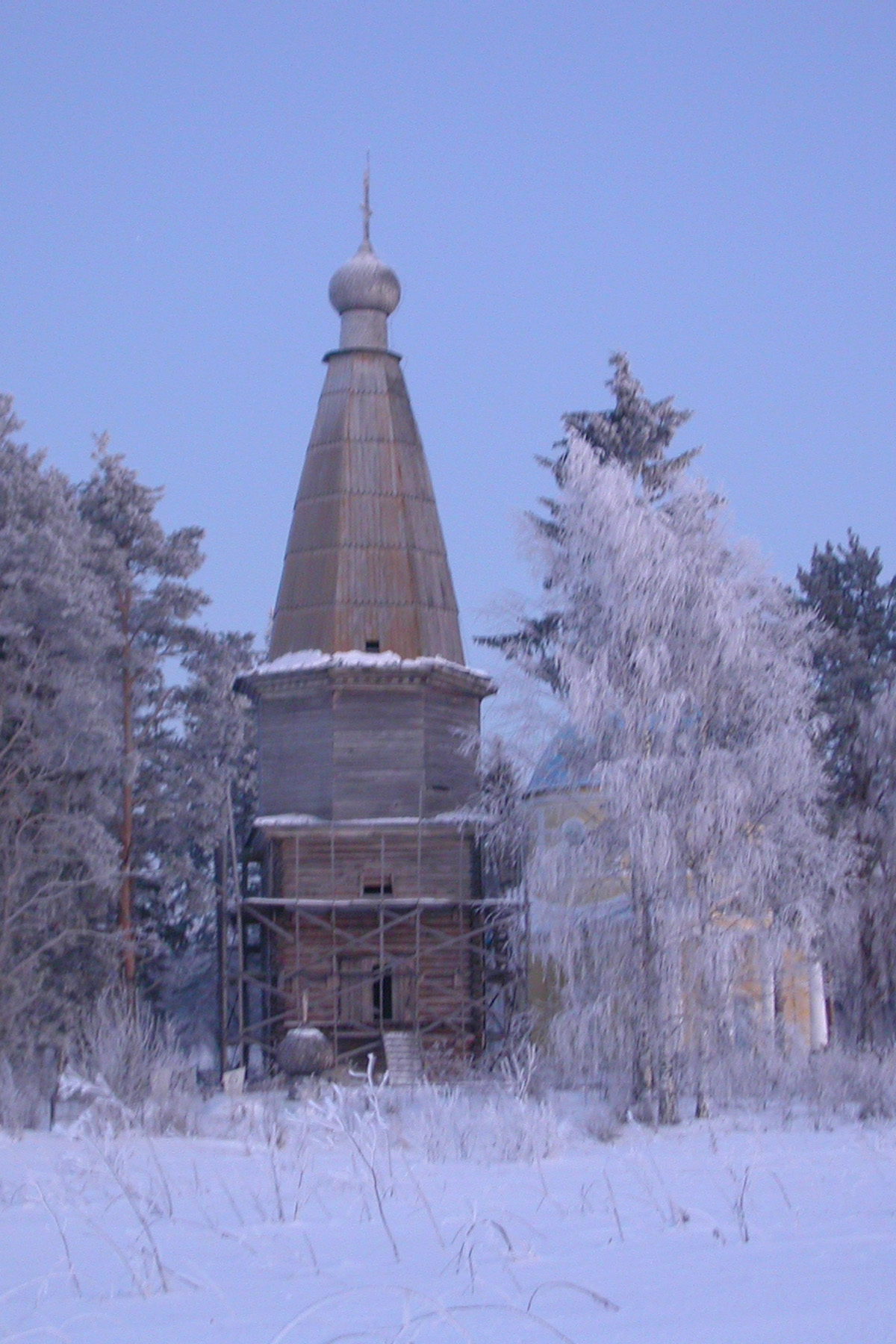
Церковь Рождества Христова в Большой Шалге. Конец XVII века или 1745 год.
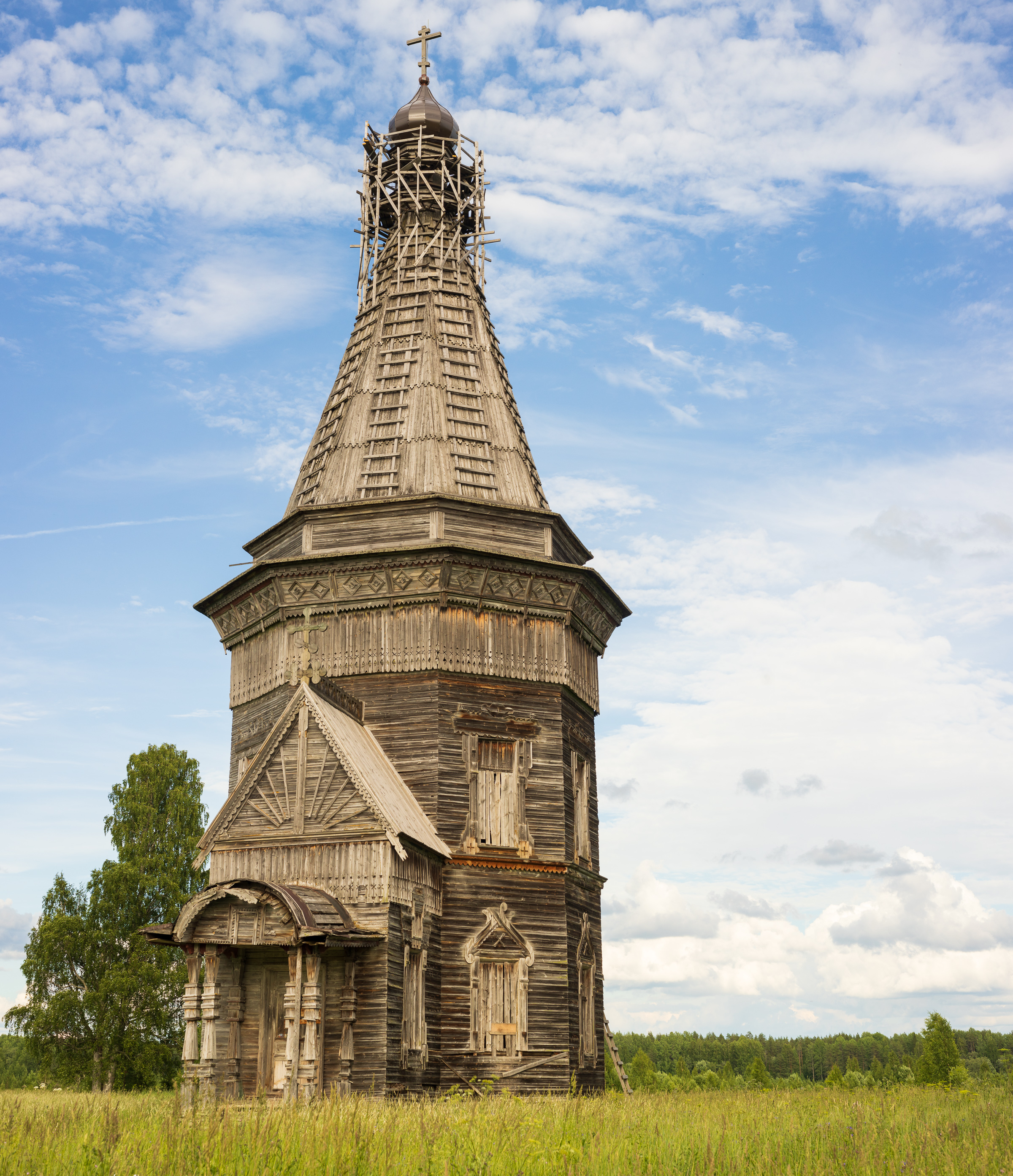
Сретенско-Михайловская церковь в Красной Ляге. 1655 год
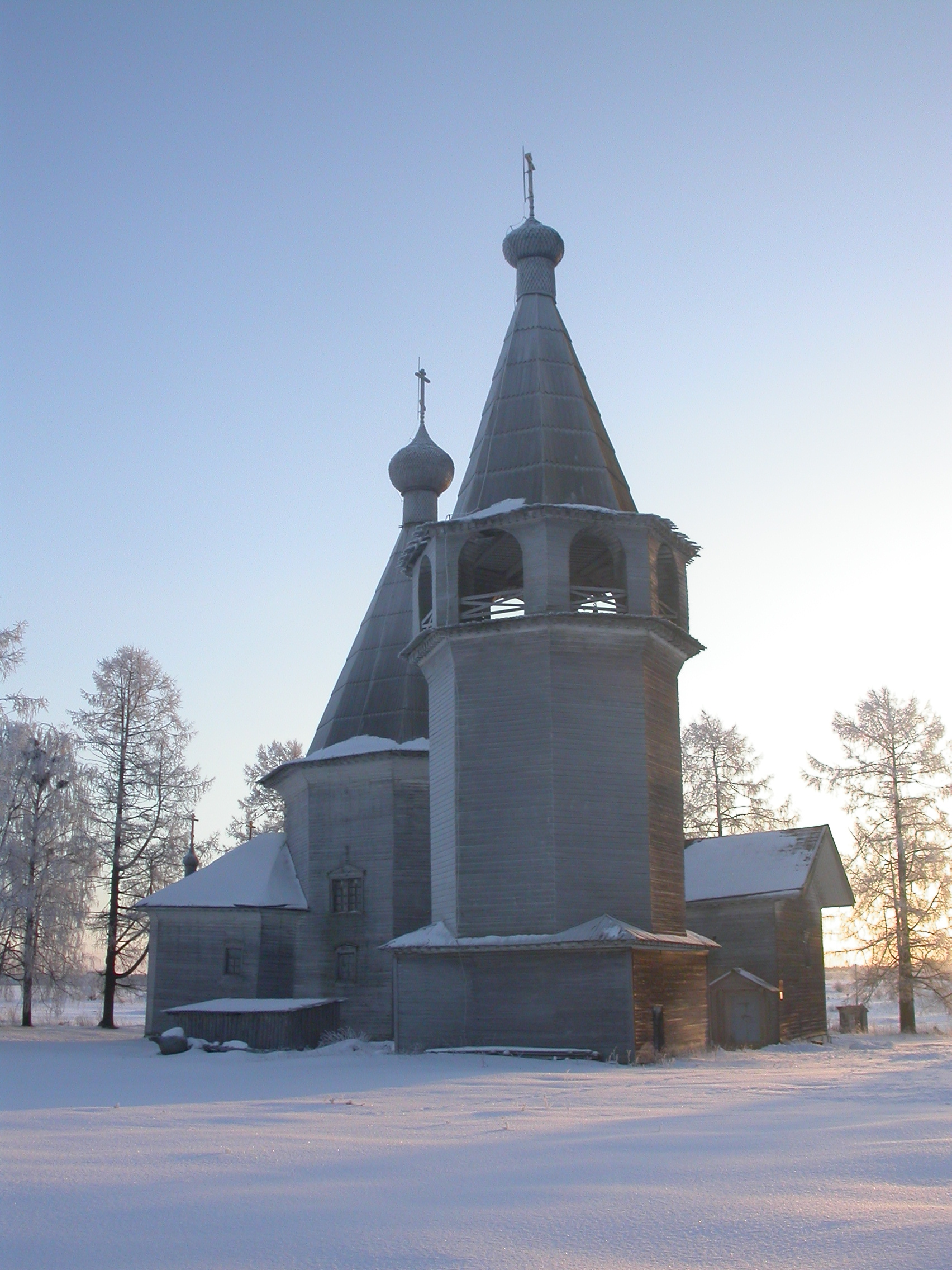
Богоявленская церковь. Погост (Ошевенское). 1787 год
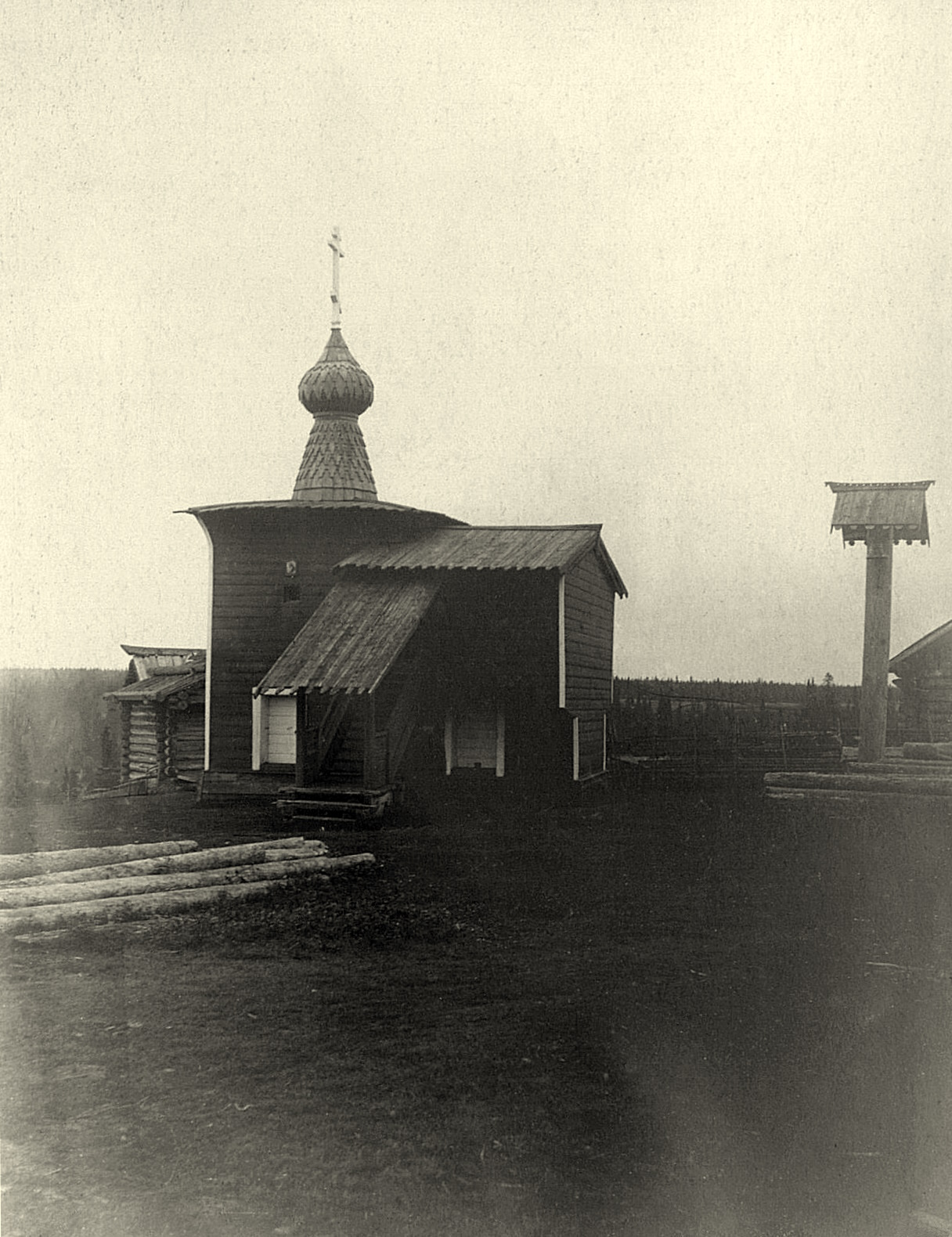
Пинежский уезд, часовня Николая Чудотворца в Усть-Ёжуге. Начало XVIII века.
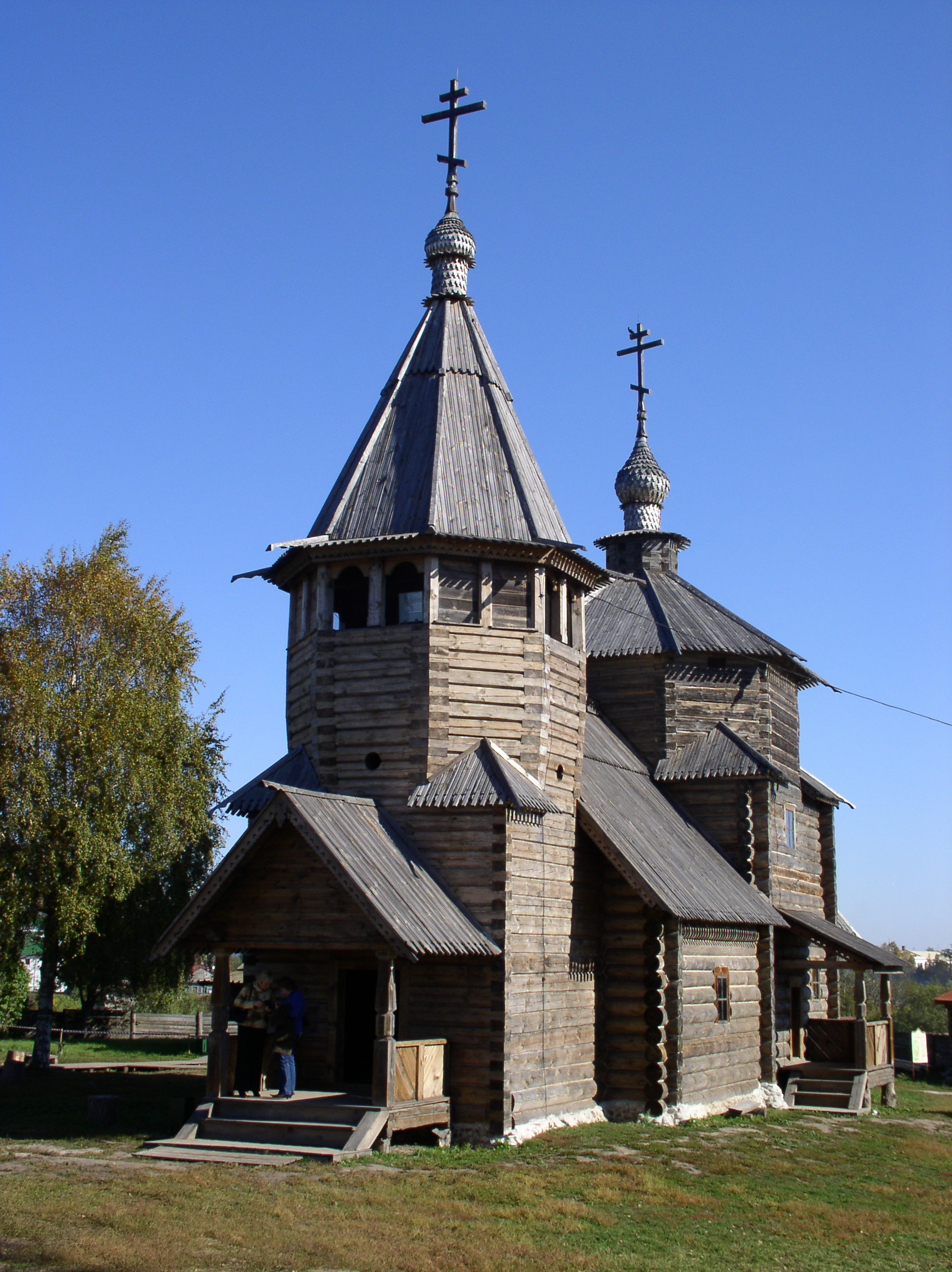
Воскресенская церковь из села Потакино (Музей деревянного зодчества в Суздале). 1776 год
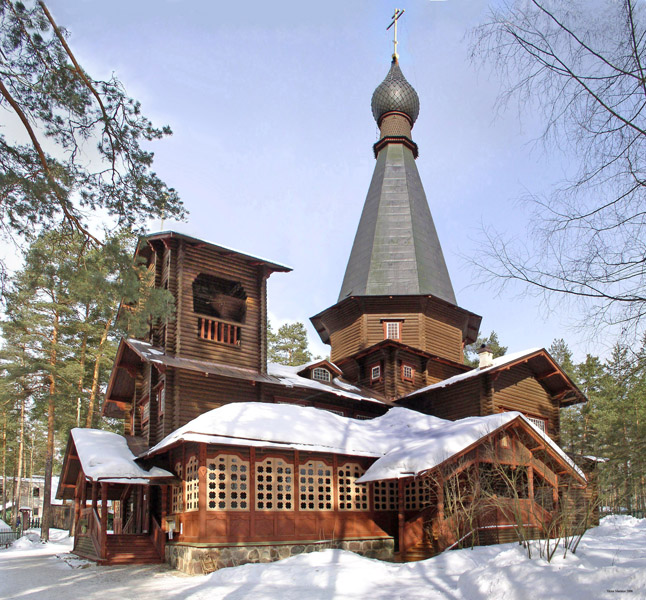
Церковь Казанской иконы Божией Матери в Вырице. 1914 год

### Каменные шатровые храмы в XVI веке

Троицкая (теперь Покровская) церковь в Александровой слободе. Первый шатровый храм. 1510-е годы

Каменные шатровые храмы — уникальное явление древнерусской архитектуры. Большинство специалистов считает, что время возникновения этого архитектурного типа — начало XVI века.
Важное качество шатровых храмов — столпообразность — встречалось в русской архитектуре и ранее. Существовал особый тип храма «иже под колоколы», так как колокольни в виде отдельной башни не существовало. Чаще всего это были многогранные маленькие храмы без опорных столпов внутри (бесстолпные), имеющие несколько ярусов. Таким был предшественник колокольни Ивана Великого в Московском Кремле, построенный в 1329 году. Но первые шатровые храмы никак не были функционально связаны со звоном. Идея увенчать небольшой центричный храм не куполом, а вытянутым шатром была принципиально нова.
В науке ведутся многочисленные споры относительно того, произошли ли каменные шатры от деревянных или наоборот, дискуссионным является вопрос о том, какой каменный шатровый храм был первым:
- Анатолий Кирпичников предположил, что древнейшим шатровым храмом Руси была часозвоня Новгородского детинца 1443 года, рухнувшая в 1671 году[1]. Среди других возможных древнейших шатровых построек Кирпичников, вслед за Чёрным, называет церковь Алексея Митрополита Чудова монастыря 1483—1485 годов, перестроенную в 1680-х годах по проекту царя Фёдора Алексеевича[2].
- Исследования Вольфганга Кавельмахера, а затем Сергея Заграевского установили, что самым первым шатровым храмом была Троицкая (теперь Покровская) церковь в Александровой слободе, служившая дворцовым храмом великого князя Василия III. Ранее считалось, что церковь построена в 70-х годах XVI века. Кавельмахер и Заграевский предложили новую датировку, отнеся её постройку к первому этапу строительства Александровой слободы — к 1510-м годам.

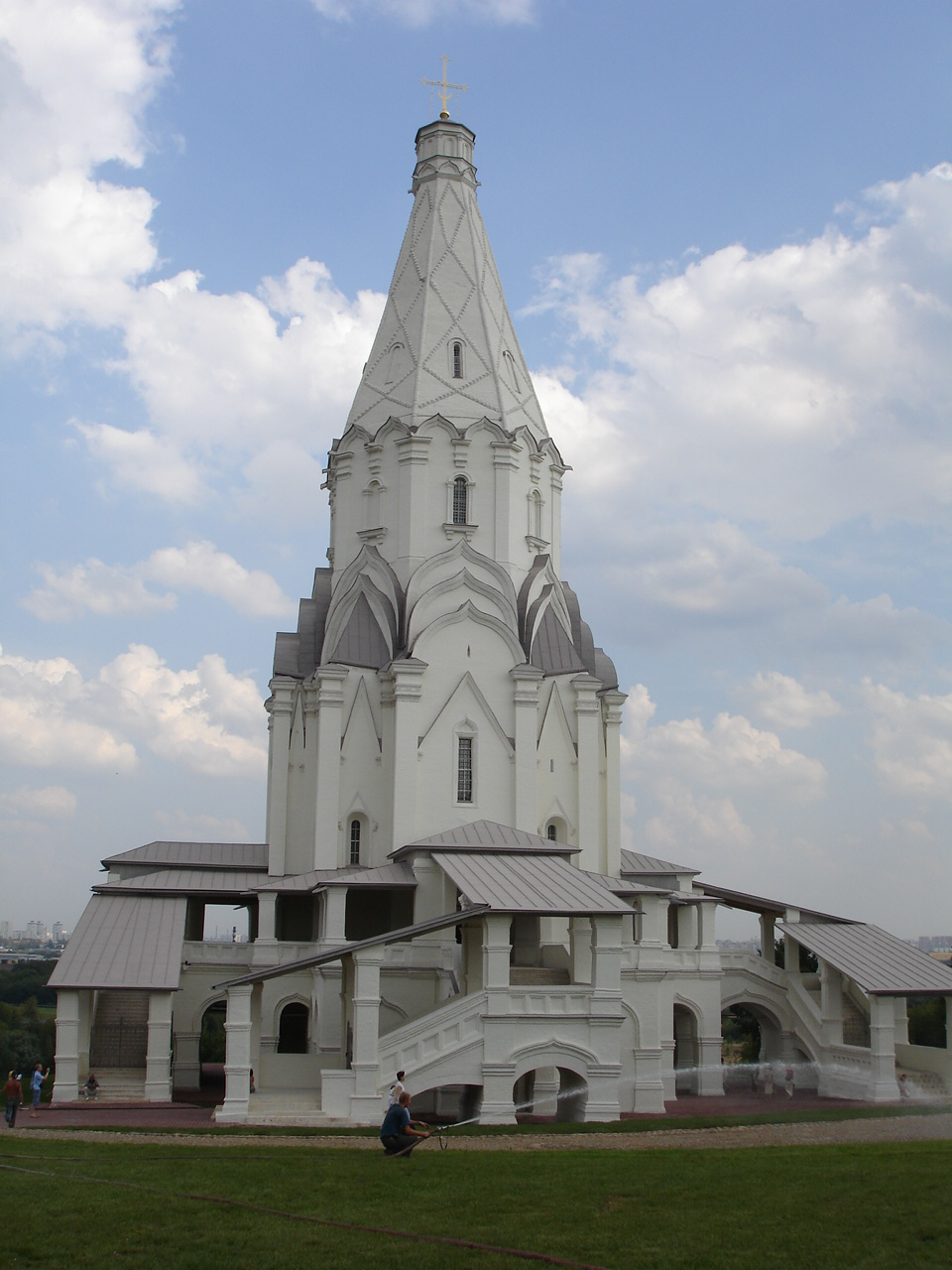
Церковь Вознесения в Коломенском. 1532 год

- Традиционно первым шатровым храмом считалась Вознесенская церковь в Коломенском, возведённая несколько позднее по заказу князя Василия в 1529—1532 годах. Исследования Андрея Баталова и Леонида Беляева подтверждают значение церкви Вознесения в истории русской архитектуры как непревзойдённого шедевра шатрового зодчества, возможно, первого в своём типе[3].

Две последние церкви были задуманы как небольшие придворные храмы в усадьбах московского государя. Предполагается, что создателем ансамбля Александровой слободы следует считать итальянца Алевиза Нового. Авторство церкви Вознесения приписывается итальянцу Петроку Малому, как наиболее крупному мастеру-иностранцу, работавшему тогда в Москве.
Троицкая церковь как первая постройка принципиально нового типа получилась несколько неловкой[уточнить]. Нижний её ярус (не считая подклета) — четверик, имеющий вполне традиционные формы, не связанные со столпообразными церквями. С востока к нему примыкают три алтарные апсиды. Шатёр церкви поставлен на невысокий восьмерик, украшенный кокошниками. Формы четверика говорят о переходном характере архитектуры храма, новый тип здесь ещё не вполне сложился. Храм входил в комплекс деревянного дворца Василия III. С этим могла быть связана идея архитектора использовать в каменной архитектуре формы деревянного зодчества. Троицкой церкви уникален также тем, что внутри него сохранилась фресковая роспись того времени. О других расписанных фреской шатровых храмов неизвестно.

Церковь Вознесения в Коломенском существенно отличается от Троицкого храма. Она поставлена свободно, отдельно от дворца и является своеобразным храмом-монументом. Благодаря особой конструкции с пристенными пилонами Петроку Малому удалось придать храму необыкновенно вытянутые пропорции, в результате получилось здание с необычной «летящей» архитектурой. Употребив привычные для себя ренессансные элементы в отделке храма архитектор стилизовал некоторые детали в духе готики. Вероятно, таким образом он хотел придать храму больше связи с традиционной русской архитектурой, в которой итальянцы примечали сходные с готикой черты. Ренессансные пилястры и карнизы сочетаются здесь с готическими вимпергами и килевидными московскими кокошниками. Формы церкви Вознесения закончены и продуманы. Четверик храма имеет правильную квадратную форму с выступами по всем сторонам, придающими ему крестообразность. У храма нет алтарной апсиды. Кокошники создают ступенчатый переход к восьмерику. Помещения церкви очень малы, так как не предназначались для многолюдного богослужения. Как и во всех храмах XVI века, шатёр здесь открыт внутрь, придавая узкому пространству храма невероятную высоту.
Другим шедевром шатрового зодчества является центральный придел собора Покрова на рву (храма Василия Блаженного) на Красной Площади.
Здесь величественный образ шатрового храма послужил памятником победе над Казанским ханством. Вознесенская церковь в Коломенском так же играла роль монумента в память рождения у Василия III наследника — Ивана Грозного. Таким образом, новый архитектурный тип получил определённые функции. Торжественная архитектура, рассчитанная прежде всего на внешнее восприятие, служила мемориальным целям.
Изначально все девять приделов Покровского собора были поставлены как отдельные церкви, лишь позднее соединённые крытыми галереями. Здесь совместились три разные типологии церквей: центральный придел — шатровый (с восьмериком на четверике), четыре средних — столпообразные (восьмигранные многоярусные) и четыре малых, четверики которых завершены пирамидами кокошников. Все приделы, кроме центрального, завершены куполами. Стройный шатёр принял на себя ведущую роль в композиции. Снаружи он декорирован кокошниками разнообразных форм, а до конца XVIII века имел ещё восемь декоративных главок, стоявших на расположенном посередине высоты шатра уступе.
В завершении всех шатровых церквей сохранился купол. Он приобрёл миниатюрные формы, но имеет свой барабан и покрыт снаружи луковичной главой. В некоторых случаях внутренность купола открыта внутрь шатра (как в Покровском соборе) или отделена куполообразным сводом, завершающим шатёр внутри (как в Коломенском). Позднее (в XVII веке) шатры будут завершаться глухими декоративными главками, так как сами станут лишь декоративной надстройкой над сводом храма.
Во второй половине XVI века шатровые храмы получили широкое распространение. Среди них можно выделить разные типологические варианты:
- восьмерик на четверике (крестообразной или кубической формы);
- шатёр на четверике без восьмерика;
- восьмигранный храм без четверика;
- композиция из нескольких шатровых приделов.

Шатровые храмы возводились по указам царей, строились в царских сёлах и в имениях знатных людей.
Примером решения, восходящего к храму в Коломенском, служит церковь Преображения конца XVI века в подмосковном царском селе Острове. Крестообразное основание храма, переходящее в восьмерик, восходит к Вознесенской церкви. Однако храм в Острове имеет алтарную апсиду (что делает здание более традиционным, более удобным для богослужения) и два небольших придела с восточных углов. Приделы имеют форму, схожую с малыми приделами Покровского собора на рву. Приделы соединены окружающей храм галереей. В отделке храма необычен аркатурный пояс под карнизом четверика и круглые окна-розетки на фасадах приделов. Эти европейские по происхождению детали сочетаются с псковскими бегунцом и поребриком в оформлении апсид и барабанов. Над карнизом главного придела сейчас восстановлены декоративные главки, аналогичные утраченным на шатре Покровского собора.

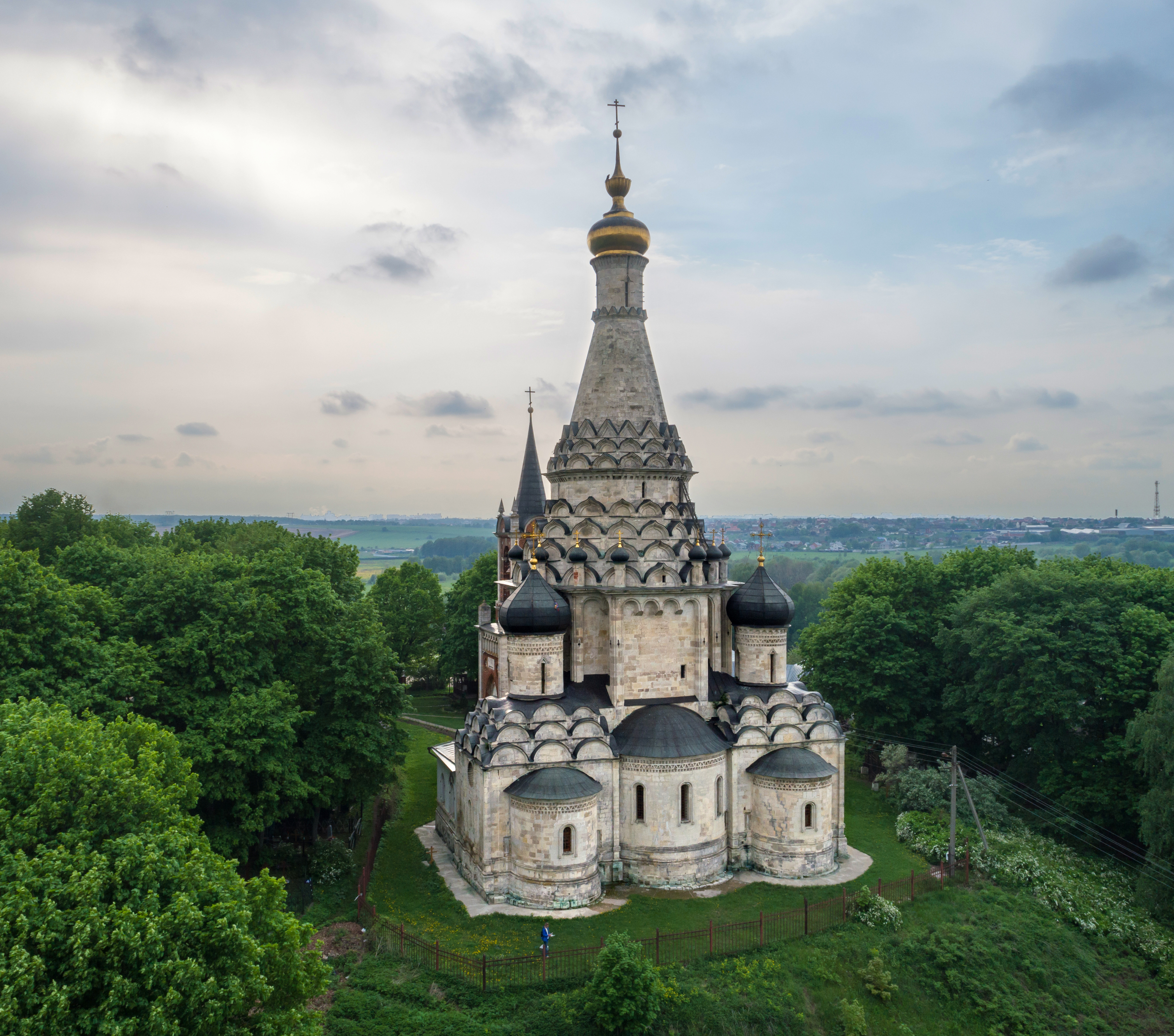
Церковь Спаса Преображения в селе Остров. 2-я половина XVI века

В Переславле-Залесском на средства Ивана Грозного в 1585 году построена церковь митрополита Петра, так же восходящая к типологии храма в Коломенском. Её нижний объём имеет чёткую форму равноконечного креста с фасадами, завершёнными кокошниками. Восьмерик и шатёр сделаны меньшей высоты и скромнее оформлены. В целом здание получилось более приземистым. Как и в Вознесенской церкви, храм окружен галереей-гульбищем.
В селе Елизарово Переславского района Ярославской области есть небольшая Никитская церковь 1556 года, возведенная в своём имении Алексеем Басмановым в память казанского похода. Храм также имеет конструкцию «восьмерик на четверике», с тем отличием от предыдущих церквей, что четверик имеет простую кубическую форму. Фасады четверика оформлены наподобие обычного купольного храма со столпами внутри (фасады разделены пилястрами на три прясла, законченные кокошниками). С востока к храму примыкают объёмные апсиды.

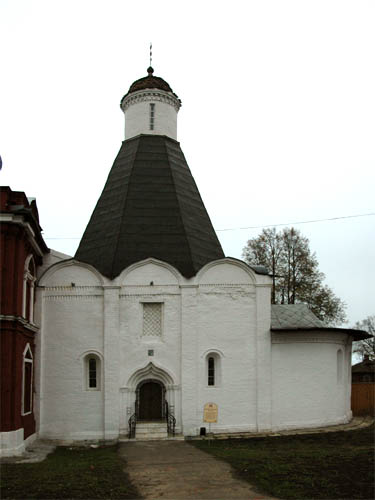
Церковь Успения в Брусенском монастыре в Коломне. 1552 год.

- Церковь Успения в Брусенском монастыре Коломны[7], основанном Иваном Грозным так же после взятия Казани — пример храма без восьмерика. Её шатёр поставлен непосредственно на четверик, так же как в Никитской церкви похожий на четверики крестово-купольных храмов. Церковь имеет алтарные апсиды.
- Схожую архитектуру имеет церковь Илии Пророка в Прусах (Коломенский район Московской области)[8].
- Плохо сохранился храм Косьмы и Дамиана в Муроме[9]. Храм относился к этому же типу, но обладал более стройным шатром, от которого сохранился только красиво декорированный низ. Верх храма обрушился в XIX веке.

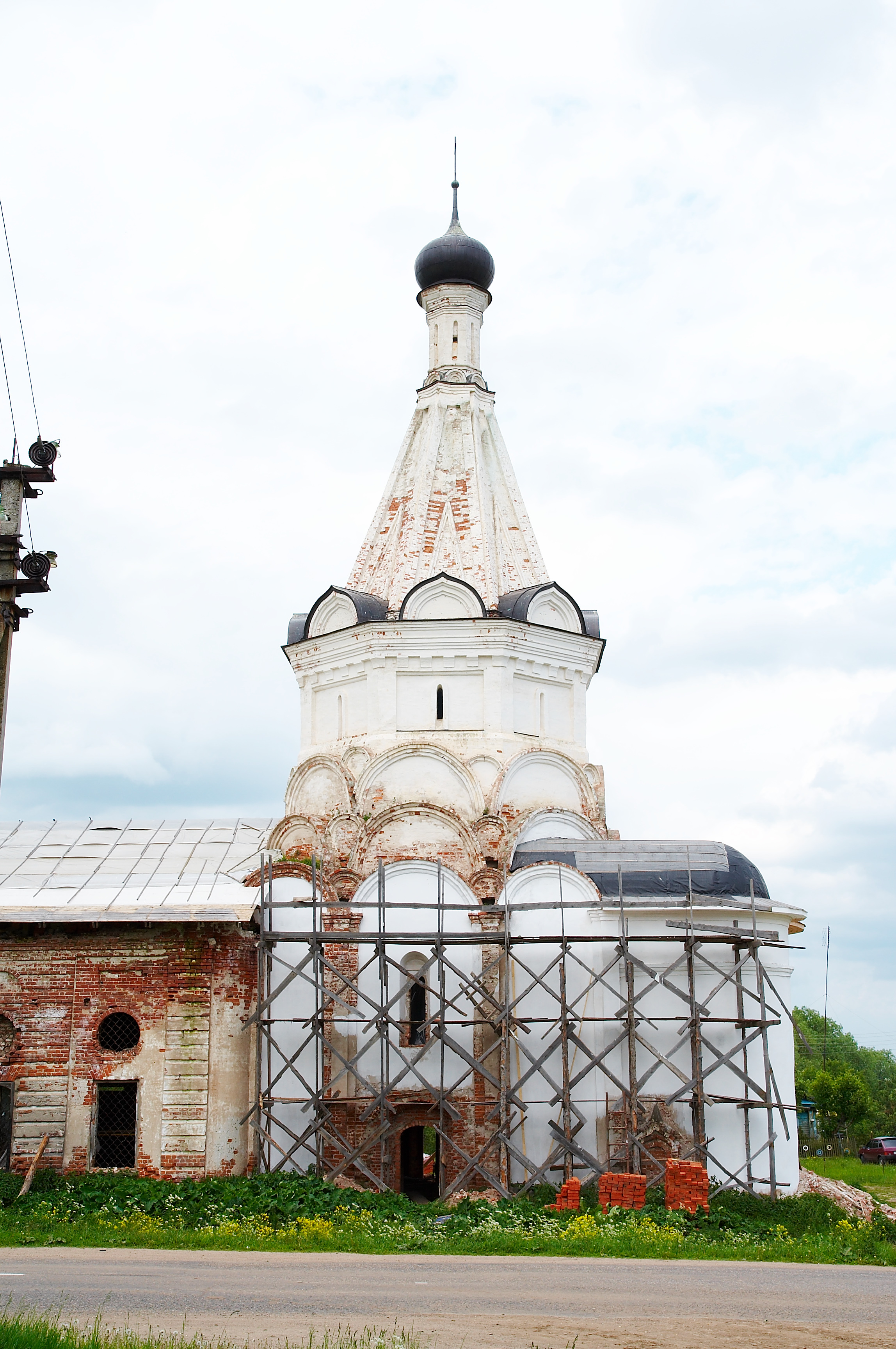
Церковь Никиты в селе Елизарово. 1556 год.

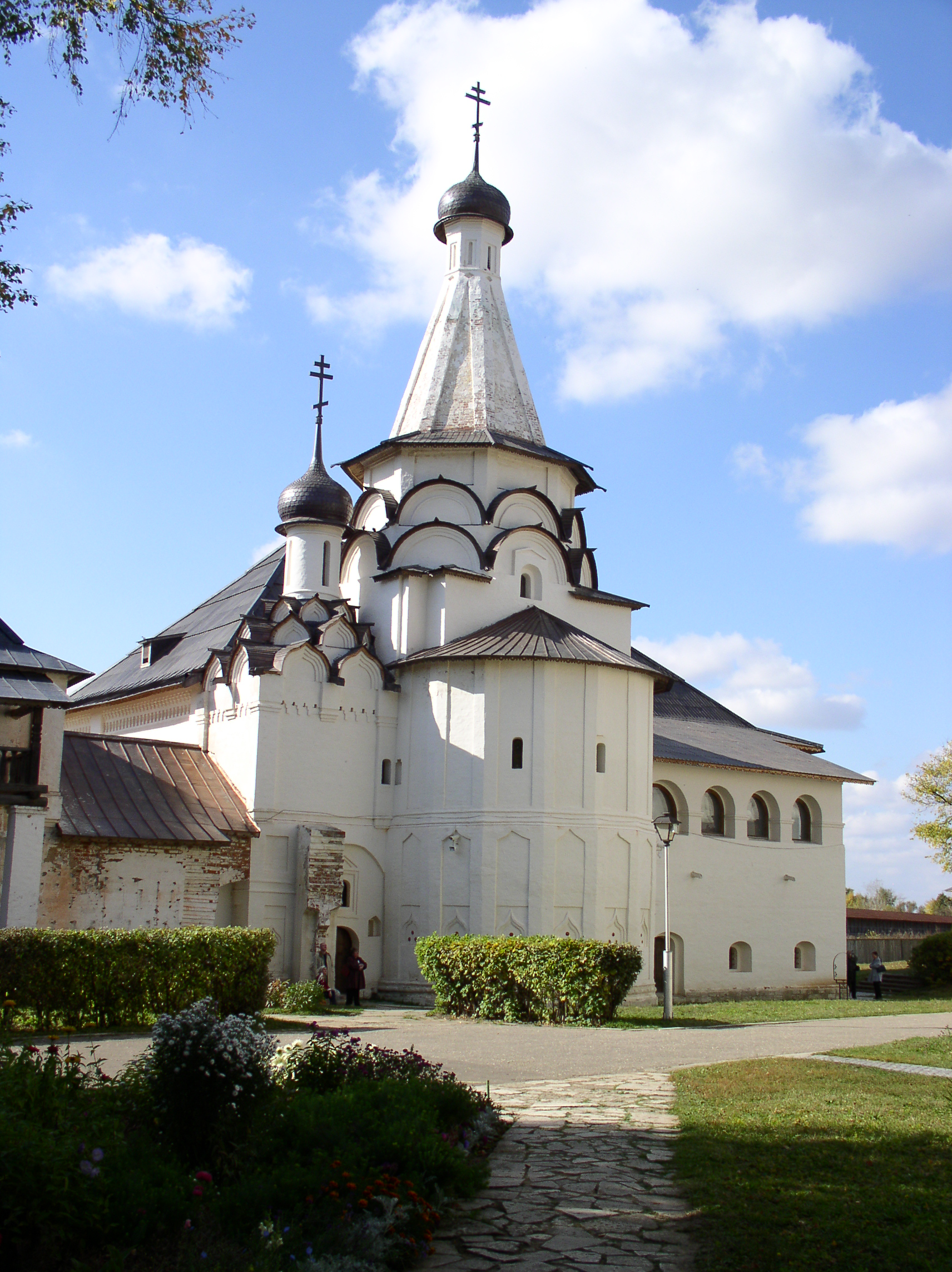
Успенская церковь в Спасо-Евфимиевом монастыре. Суздаль. 1570-е гг.

- Редким примером храма без четверика является церковь Воскресения Христова в подмосковном селе Городня (упоминание о каменном храме — 1578 год)[10][11]. Воскресенский храм имеет восьмигранную форму без апсиды (при недавнем ремонте храма его архитектура была существенно искажена, в частности пристроена апсида). С боков к храму примыкают приделы, соединённые окружающей восьмерик галереей. Декоративное убранство церкви сохранилось плохо и при ремонте не было восстановлено.

Иногда шатровые храмы служили не центром композиции многопрестольного храма, а могли играть роль приделов к большим соборам.
- Самый ранний пример этого — придел над мощами преподобного Авраамия Ростовского в Ростовском Авраамиевом Богоявленском монастыре[12]. Собор монастыря был построен в 1554—1555 гг. В нём нашла отражение тенденция XVI века к устройству многопридельных храмов, в совершенном виде воплотившаяся в Покровском соборе на рву. Шатровый придел (один из трёх), асимметрично примыкает к юго-восточному углу собора. Его вытянутый силуэт, сочетаясь с мощным объёмом собора, выделяется из всей композиции как сень над местом погребения святого. Храм относится к типу восьмерик на четверике, но не имеет апсиды.

В XVI веке почти никогда не совмещали несколько шатров в композиции одного храма, что станет обыкновенным в следующем столетии. Но было исключение.
- Уникальной постройкой, подражающей Прокровскому собору в Москве, был не сохранившийся пятишатровый собор Бориса и Глеба в Старице (1550-е годы)[13]. Храм построен князем Владимиром Андреевичем Старицким в столице своего удела. Возведение храма также связано с окончанием казанского похода, в котором Владимир Старицкий сыграл важную роль. Именно поэтому собор подражает главному памятнику взятию Казани — Покровскому собору. Храм Бориса и Глеба состоял из примыкающих друг к другу восьмериков, увенчанных пятью шатрами, центральный из которых выделялся своей высотой. Храм окружала закрытая галерея, собор был богато украшен изразцами. Он был разобран «по ветхости» в 1802 году.

Последние шатровые церкви перед смутным временем были построены по заказу царя Бориса Годунова.
- Богоявленская церковь в селе Красном близ Костромы была построена в 1592 году[14][15]. Красное было родовой вотчиной Годуновых. Богоявленская церковь следует сложившемуся типу, но её восьмерик столь богато декорирован рядами уменьшающихся кокошников, что зрительно сливается с шатром, в основании которого сделаны завершающие «горки» из маленьких кокошников.
- Редчайшим, несохранившимся памятником шатрового зодчества была Борисоглебская церковь в Борисов-Городке под Можайском (1603 год)[16]. Здесь в 1600 году царём Борисом Годуновым была сооружена крепость, ставшая царской резиденцией. Борисоглебская церковь была однопрестольной и имела стройные вытянутые пропорции четверика и восьмерика. Сохранилась опись храма, сделанная в 1664 году. Согласно ей, высота храма была 35 саженей (74,55 м)! В Смутное время крепость была заброшена. В XVIII веке церковь обвалилась.

### Шатровые храмы в первой половине XVII века

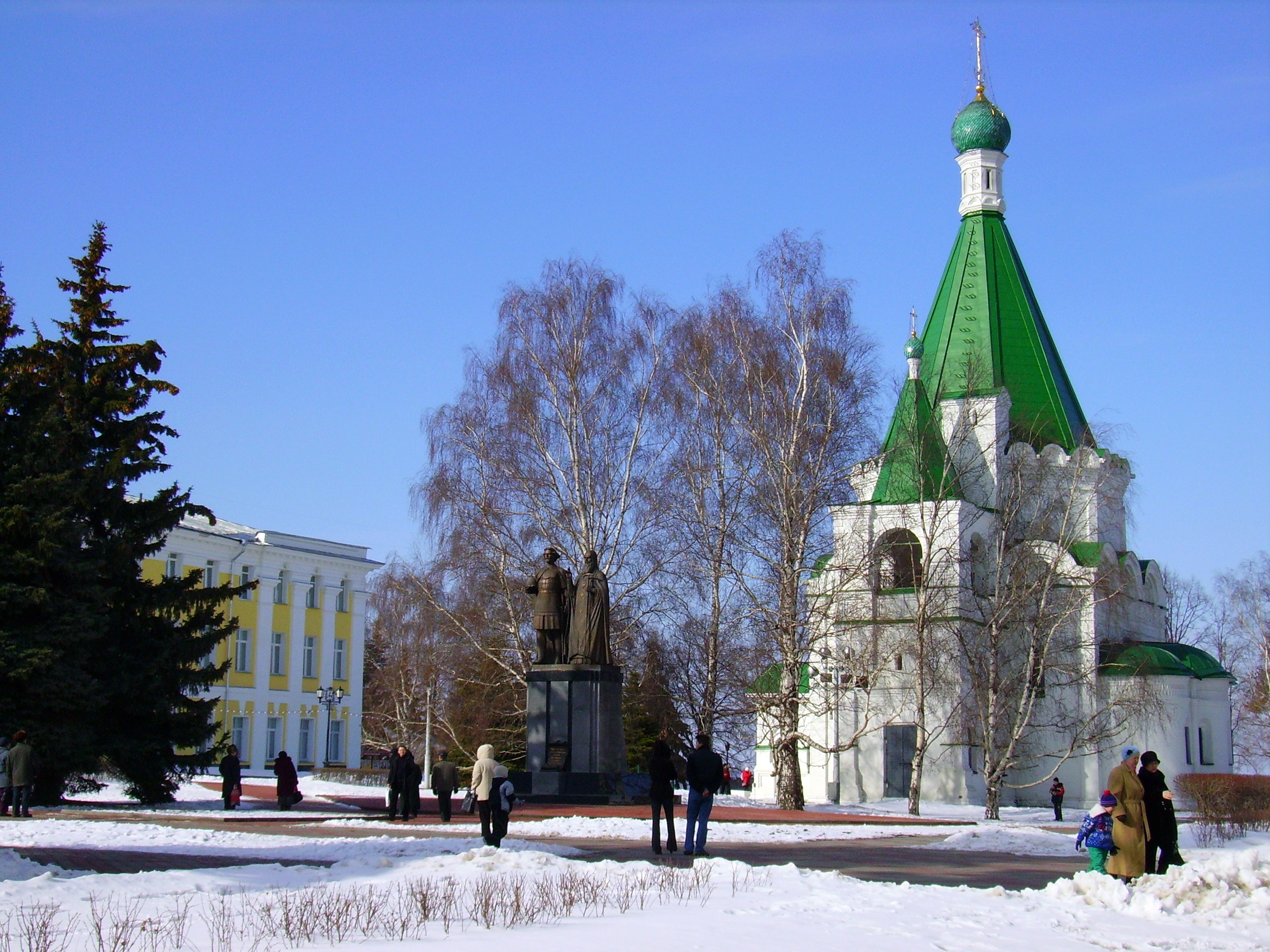
Собор Архангела Михаила. Нижний Новгород. 1631

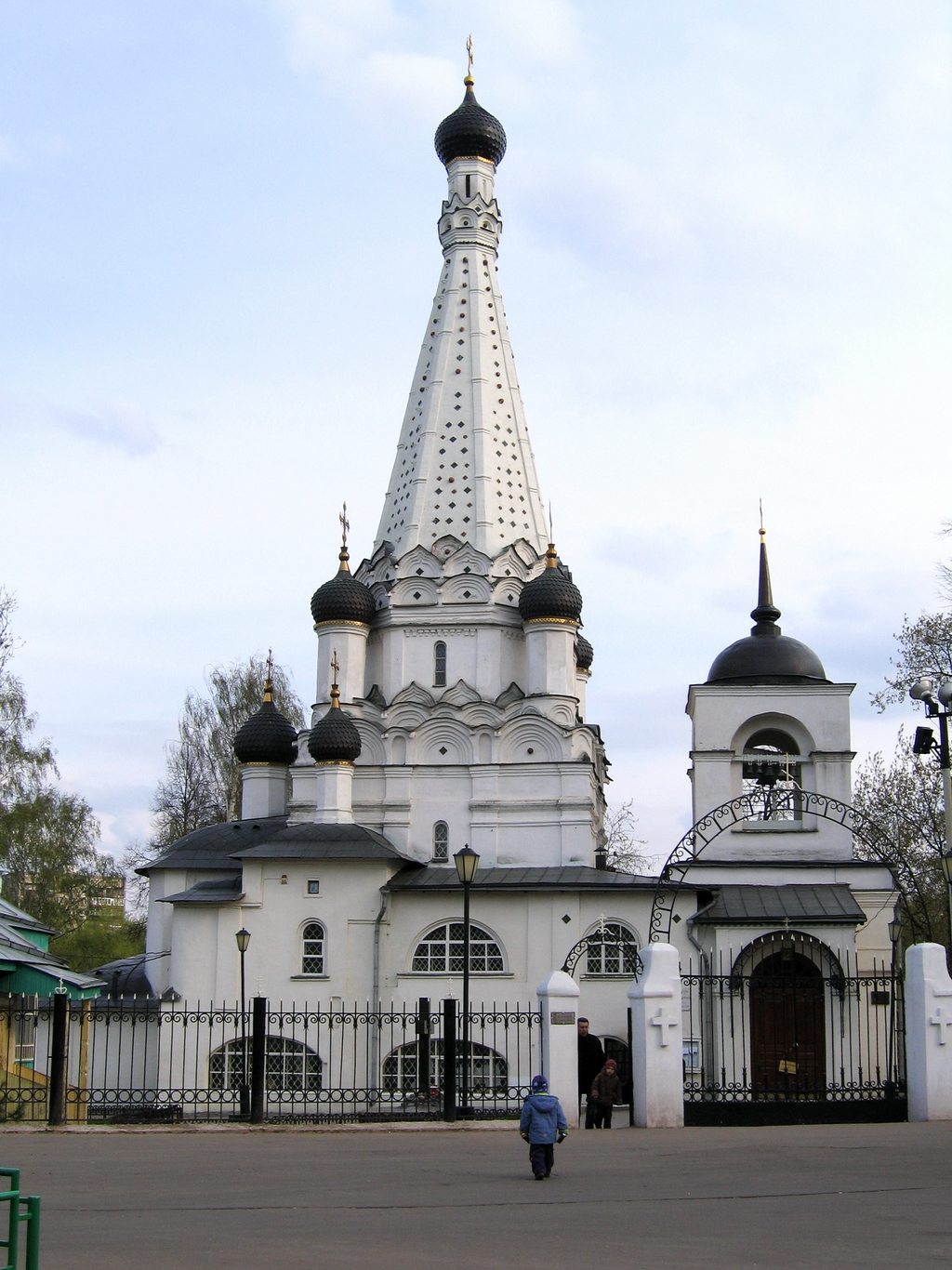
Церковь Покрова в Медведкове. Москва. 1640

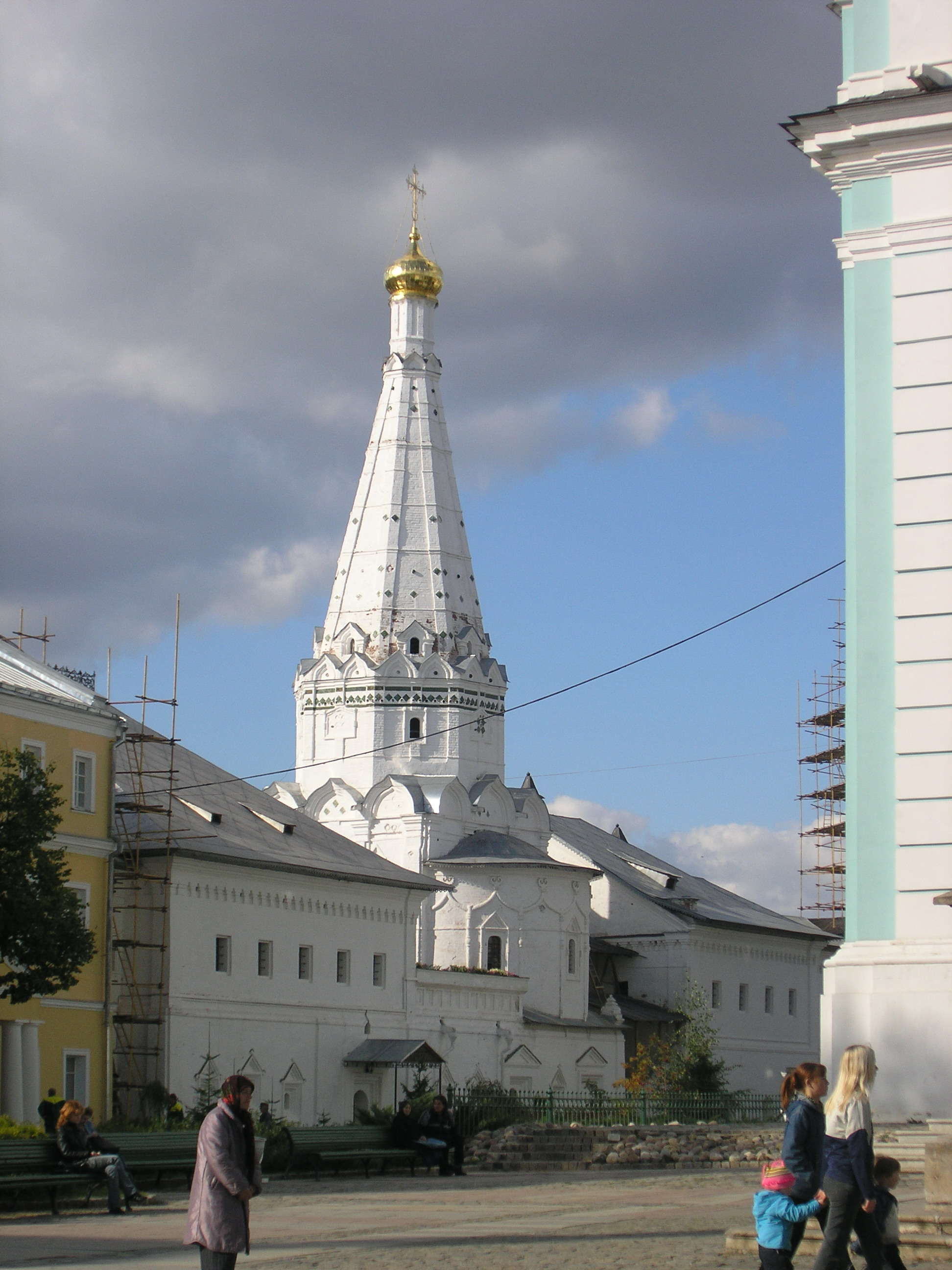
Церковь Зосимы и Савватия при больничных палатах в Троице-Сергиевой лавре

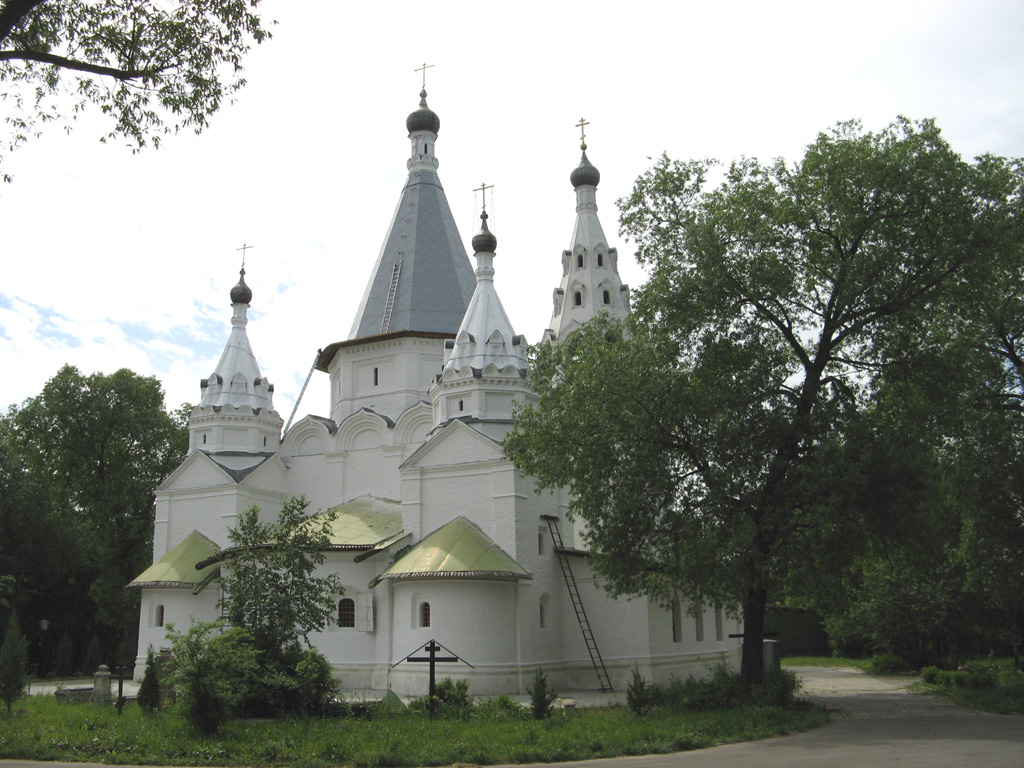
Церковь в Троицком-Голенищеве. Москва. 1644—1645

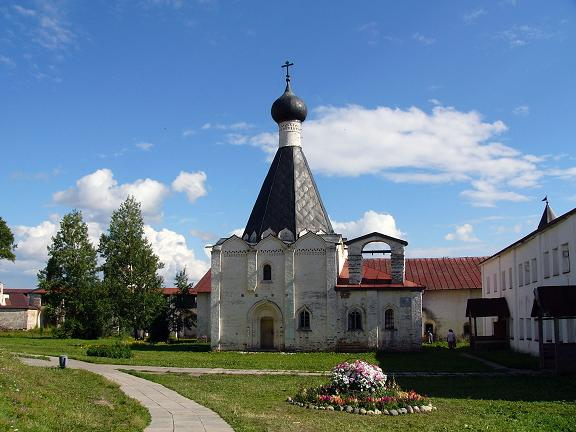
Кирилло-Белозерский монастырь. Церковь Евфимия при больничных палатах. 1646

Церковное строительство было прервано в России Смутным временем и возрождалось медленно. Активные работы начались только с 1620-х годов. Патриарх Филарет (отец царя Михаила Фёдоровича) в 1619 году вернулся из польского плена. По его указу в Нижнем Новгороде в память освободительного восстания против интервентов был отстроен заново обветшавший Архангельский собор. Архангельский собор Нижнего Новгорода до перестройки был крестово-купольным. Но в 1628—1631 годах присланными из Москвы Лаврентием Возоулиным и его пасынком Антипой был построен шатровый храм. Архангельский собор повторяет самый распространённый тип шатрового храма — восьмерик на четверике, но имеет свои особенности. Четверик его красиво оформлен пилястрами с карнизом, поверх которого стоят кокошники (повторяющие закомары крестово-купольного храма). Собор имеет апсиды и крыльцо с западной стороны. С боку к храму примыкает колокольня, с которой через специальное окно можно было смотреть за службой в храме. В XX веке храм потерял придел, устроенный в 1672 году.
Князь Дмитрий Пожарский в 1635 году построил храм Покрова Пресвятой Богородицы в Медведкове. Покровский храм следует традиции предыдущего столетия, но при этом оригинальным образом подражает многопридельному Покровскому собору на Рву. Зодчий уменьшил ширину восьмерика, сделав так, чтобы его стены не опирались прямо на стены четверика. Для этого он прибегнул к сложной конструкции из двух рядов свисающих арок, несущих восьмерик. По углам от восьмерика разместились дополнительные главы, придающие небольшому храму характер многоглавого. Кроме того, храм имеет два небольших симметричных придела. При несколько приземистых пропорциях четверика и восьмерика шатёр приобрёл особую стройность, подчеркивая взлёт здания. Его высота равна высоте нижней части здания. В декоре шатра использованы живописно разбросанные изразцы.
Храм Троицы Живоначальной в Троицком-Голенищеве (Москва), построенная в летней резиденции московских патриархов, близка по плану к церкви в Медведкове (1644—1645). К её центральному объёму примыкают два симметричных придела, на этот раз завершённые не главами, а меньшими шатрами. Все три придела — восьмерики на четверике, но центральный выделяется своими размерами и большей высотой шатра.
Постепенно архитектура XVII века изменила типологию шатровых храмов. Некоторые более ранние постройки сохранили ещё прежнюю выразительность столпообразных храмов, но содержали при этом важные новшества. Особое место среди них занимает Успенская «дивная» церковь в Алексеевском монастыре Углича, построенная в 1628 году (или в 1630-х годах). Три её стройные шатра поставлены на три выстроенные в ряд придела. Композиция из трёх выстроенных в ряд поперёк храма шатров сыграет чуть позже важную роль в сложившемся вскоре стиле «русского узорочья». Внешний вид Успенской церкви красив благодаря сочетанию нескольких заострённых шатров, центральный из которых выделен большим размером. Но интерьер храма перекрыт сводами, его шатры представляют собой только глухие декоративные надстройки.
В 1635—1638 годах в Троице-Сергиевом монастыре была построена небольшая церковь Зосимы и Савватия Соловецких при больничных палатах. Внешне храм очень строен и красив, но его высокий шатёр имеет чисто декоративный характер. Он не открывается в интерьер храма. Небольшое внутреннее пространство церкви перекрыто сводом на уровне пят закомар (кокошников). Репликой этого храма стала больничная церковь святого Евфимия в Кирилло-Белозерском монастыре (1646). Евфимиевская церковь отличается гораздо более приземистыми формами, а её восьмерик столь низок, что даже не проявляется в экстерьере здания.

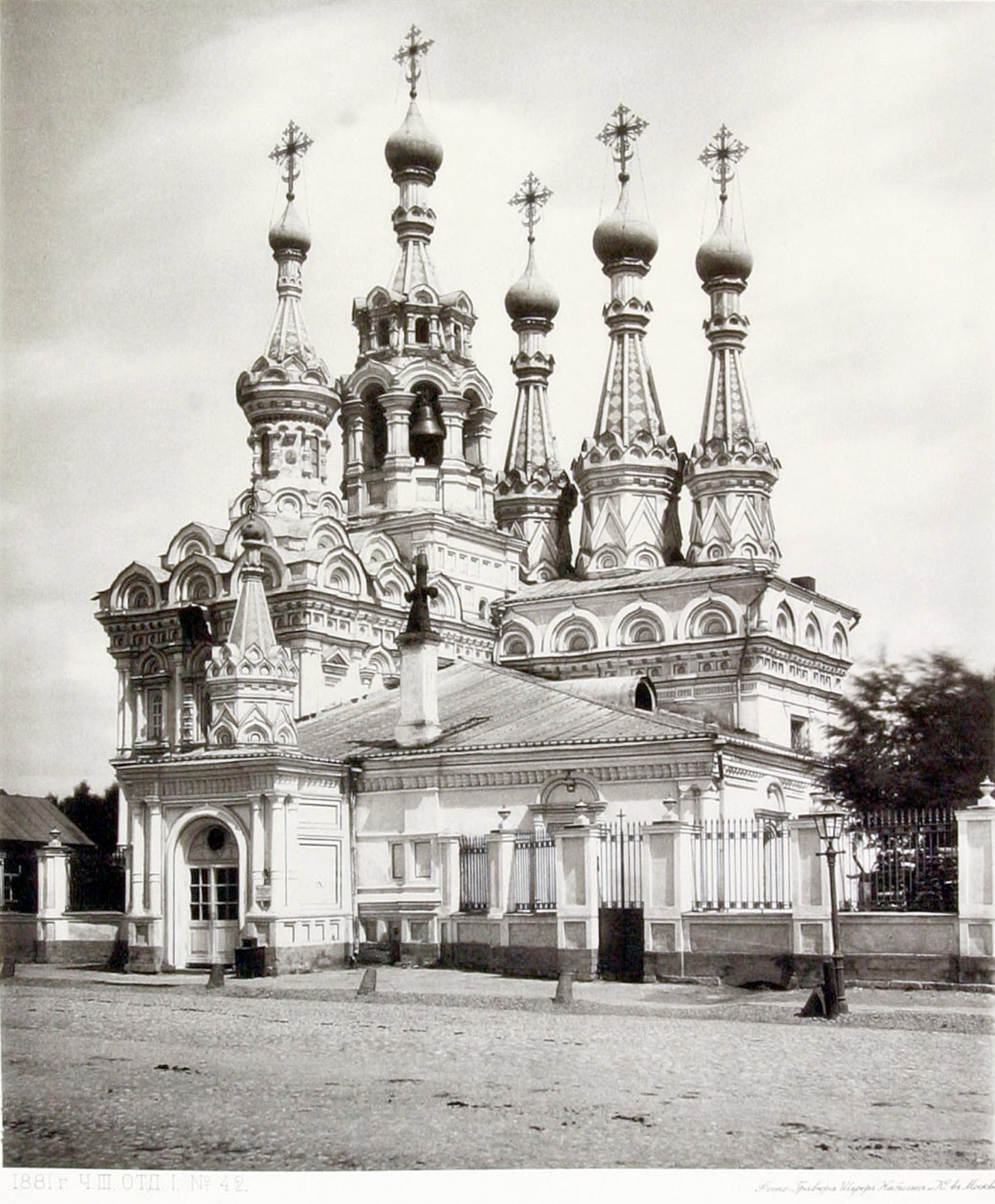
Церковь Рождества Богородицы в Путинках. Москва. 1649—1652

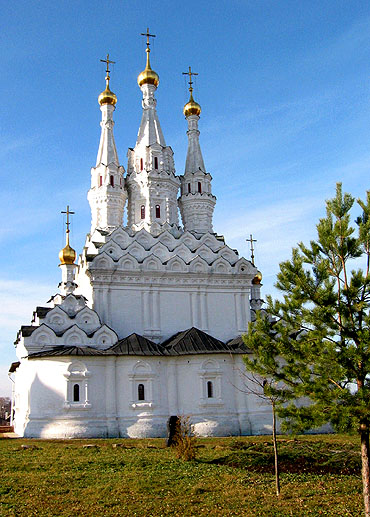
Церковь Одигитрии в монастыре Иоанна Предтечи в Вязьме. 1650-е

В архитектуре русского узорочья прежняя конструктивная роль шатра утрачена полностью. Шатёр стал одним из многих элементов декора. Как купола храмов чаще стали заменять глухими декоративными главами, так же декоративными надстройками над глухими восьмигранными барабанами стали и шатры. В небольших храмах, перекрытых сводом, стали использовать завершение из двух или трёх небольших шатров. Такие храмы утратили связь с прежним типом центрического столпообразного храма. Примером завершения храма двумя шатрами может служить надвратная церковь Богоявления в Ферапонтовом монастыре (1649—1650).
Ярчайший пример роли шатра в русском узорочье — церковь Рождества Богородицы в Путинках в Москве (1649—1652). Храм имеет асимметричную композицию, состоящую из центрального придела, стоящего с северо-западного угла придела Богоматери Неопалимой купины, поставленной между ними колокольни и обширной трапезной, соединяющей входы во все части храма. Центральный придел имеет прямоугольную, вытянутую поперёк оси храма форму. Это позволяло большему числу прихожан стоять в храме ближе к иконостасу. Храм увенчан тремя выстроенными в линию тонкими декоративными шатрами на гранёных барабанах-восьмериках. Шатрами завершены колокольня и крыльцо церкви. Даже световой барабан придела Неопалимой купины завершён не главой, а надстроенным поверх купола крошечным шатром. Небольшой размер шатров сочетается с резкостью деталей декора.
Церковь Одигитрии в монастыре Иоанна Предтечи в Вязьме (1650-е) даёт яркий пример стиля «узорочье». Как и в церкви Рождества Богородицы в Путинках, её четверик имеет вытянутую поперёк прямоугольную форму. Свод церкви снаружи украшен горой кокошников, на которых возвышаются три небольших барабана (гранёных как восьмерики) с маленькими декоративными шатрами. Любопытно, что средний восьмерик всё же открыт в интерьер храма и имеет окна. Композицию церкви завершают два небольших придела.

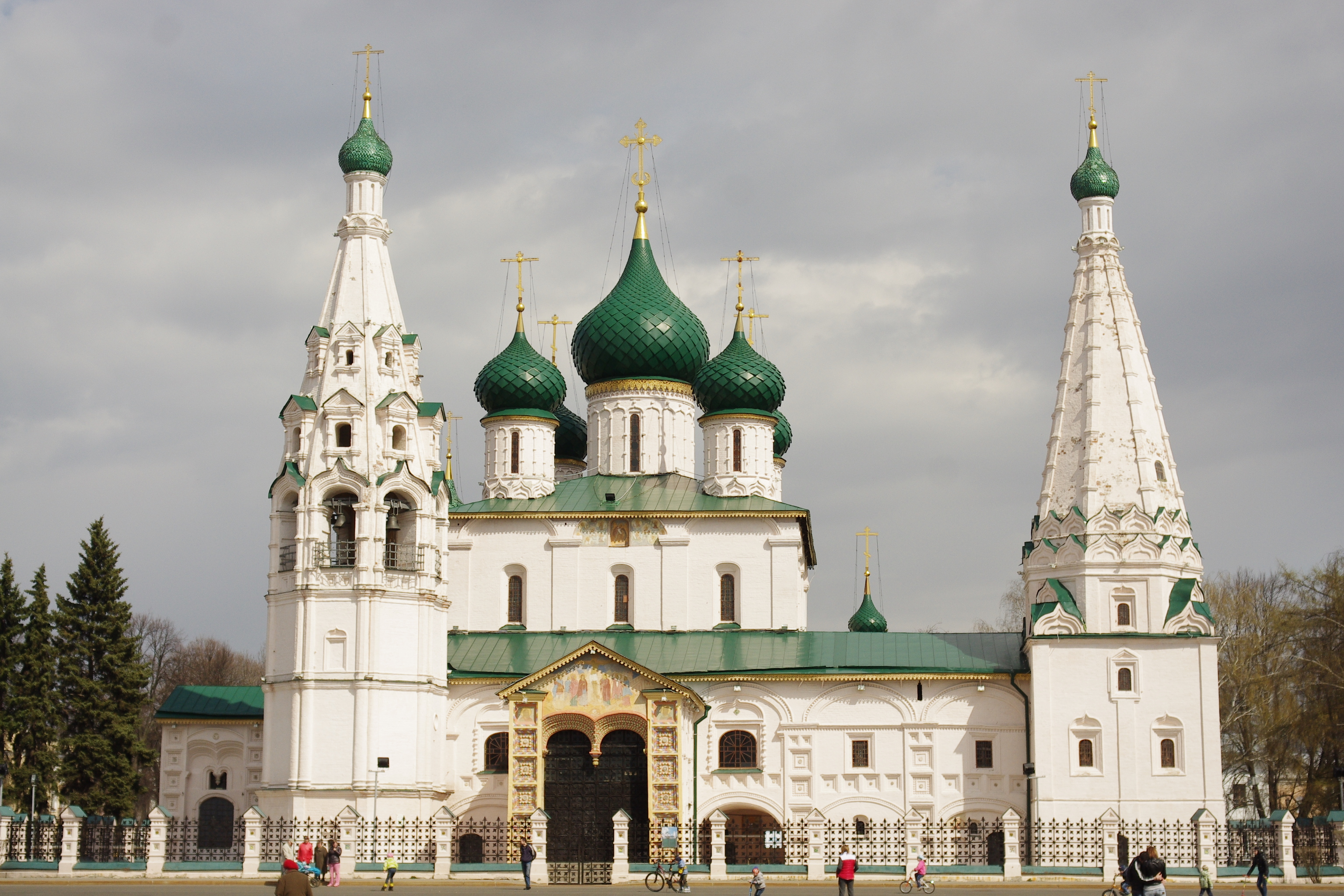
Церковь Ильи Пророка в Ярославле. 1647—1650

Помимо измельчённых декоративных по форме церквей родившегося в Москве узорочья, шатры продолжали более традиционно использоваться в многочисленных церквах Ярославля. Здесь шатрами любили завершать приделы, примыкавшие к большим пятиглавым храмам. Этот приём восходит к собору Богоявленского Авраамиева монастыря в Ростове Великом. В церкви Ильи Пророка (1647—1650) стройный шатровый придел примыкает к юго-западному углу храма, уравновешивая стоящую с другой стороны шатровую колокольню.
Два симметричных придела с высокими острыми шатрами пристроены с восточных углов к храму Иоанна Златоуста в Коровниках (1649—1654).
В середине XVII столетия развитие шатрового зодчества было приостановлено указами патриарха Никона, считавшего шатровое завершение неприемлемым для храма и предпочитавшего традиционные купола. Так, в одной из храмозданных грамот патриарх Никон повелевал строить храмы: «По чину правильного и уставного законоположения, как о сем правило и устав церковный повелевает, строить о единой, о трёх, о пяти главах, а шатровые церкви отнюдь не строить…». Когда в 1655 году было решено построить два придела у шатровой церкви Успения в Вешняках, то патриарх повелел завершить их круглыми, а не островерхими главами.
Шатры перестали употреблять для завершения самих церквей, их сменили декоративные пятиглавия. До XIX века известны немногие шатровые храмы, построенные после запрета патриарха Никона. Это одношатровые храмы в Аннине, Петровском (оба — 1690) и Талице (1-я половина XVIII века), трёхшатровые в Ярославле и в Александровой пустыни под Рыбинском (оба — 1678), храмы-колокольни в Киржаче (1656), Тейкове (1699), Китайгороде (1756). Шатры сохранились в храмовой архитектуре в роли завершения колоколен.

### Шатровые колокольни
Колокольни с шатровым завершением являются распространённейшим элементом архитектуры русского храма XVII столетия. Распоряжение патриарха Никона, запрещавшее строительство шатровых церквей, не затронуло шатровых колоколен, которые продолжали возводиться и в XVIII веке.

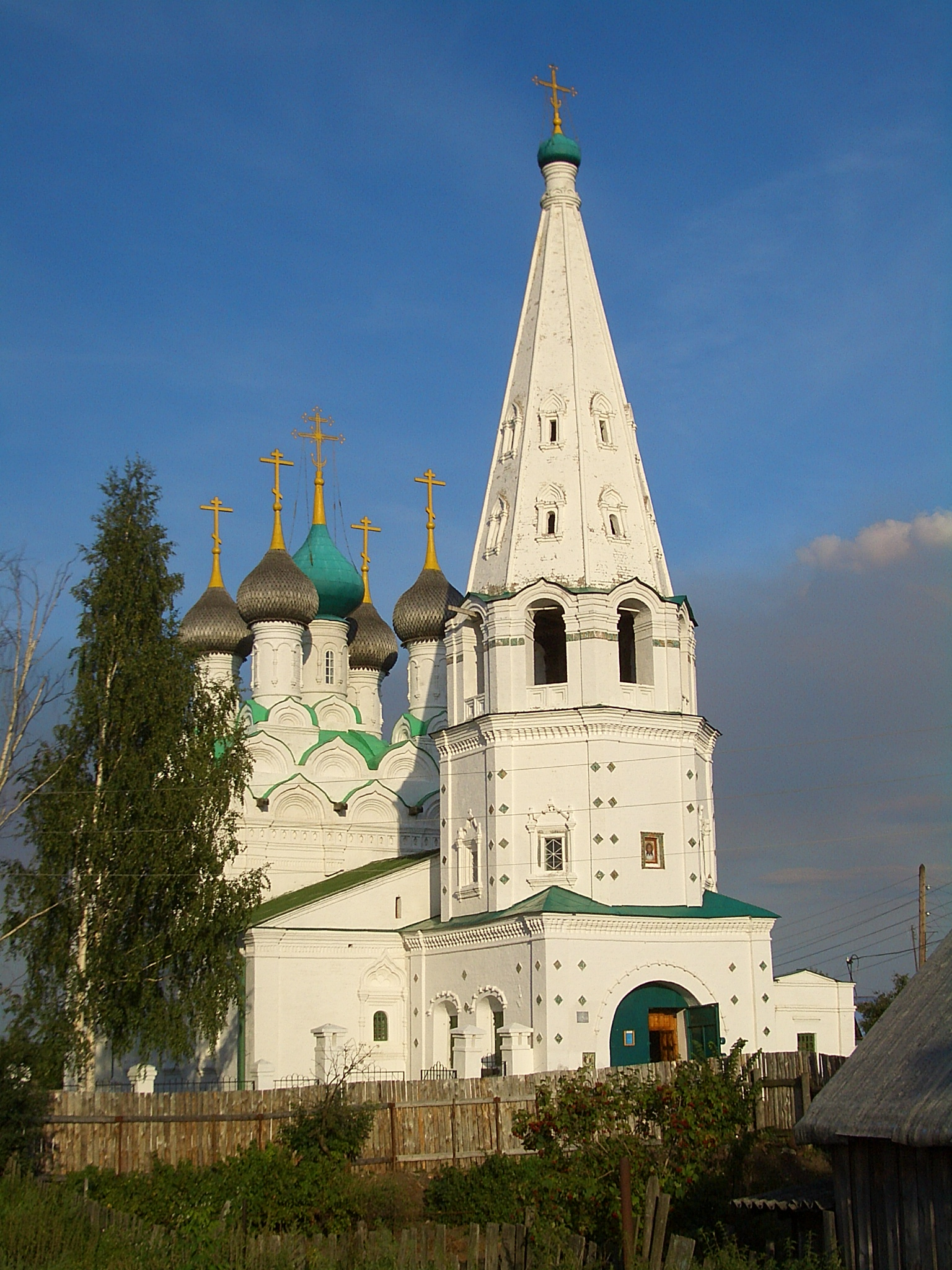
Балахна. Спасская церковь. 1668 г. Колокольня 1702 г.

Вопрос происхождения шатрового завершения колоколен мало исследован. В изданиях советского времени ответ ограничивался лишь мнением о самобытности этой формы в русской архитектуре. В недавнее время исследования И. Л. Бусевой-Давыдовой показали, что начало строительства шатровых колоколен в XVII веке связано с работами иностранцев в России, так же как и первых шатровых храмов в начале XVI века.
- Единственная шатровая колокольня XVI века находится в Александровой слободе. Это Распятская колокольня, возникшая в результате перестройки при Иване Грозном столпообразной церкви митрополита Алексея. Её шатёр был глухой (окна в гранях шатра были сделаны позднее).
- Кроме того, В. В. Седовым была открыта утраченная в середине XX века колокольня Корнилиево-Комельского монастыря[35]. Сохранилась её зарисовка и дата строительства, указанная в храмозданной надписи на камне в стене здания — 1599—1604 годов. Рисунок показывает, что колокольня состояла из двухэтажного четверика, двух восьмериков и глухого шатра с кокошниками. По сохранившемуся описанию, колокола висели в нижнем восьмерике, а второй, более узкий был пуст. Его окна, таким образом, служили «слухами». Позже окна-слухи будут делаться в самом шатре. Эта несохранившаяся колокольня была редчайшим примером ещё не завершенного формирования нового архитектурного типа.

В 1620-е годы в Россию приехал ряд английских мастеров. Их приглашение было связано с резкой нехваткой специалистов в России после потрясений смутного времени.
- Первым памятником XVII века, положившим начало шатровым колокольням, стала так называемая Филаретова пристройка в Московском Кремле, возведенная Джоном Талером в 1624 году Филаретова пристройка представляет собой прямоугольную башню-звонницу. Композиция здания следует распространённому в Европе типу готической башни, характерно также сочетание готического типа с маньеристическим декором. Ярус звона имеет один арочный проём и завершен шатром с окном-люкарной и четырьмя пинаклями по углам. Здание восстановлено Д. Жилярди после взрыва в 1812 году.
- Первым и очень близким её повторением явилась звонница Архангельского собора в Нижнем Новгороде. Следующей постройкой стала колокольня Печерского монастыря в Нижнем Новгороде, повторившая колокольню собора, но уже в очень упрощенном варианте. На этом данная линия развития прервалась.
- Шатровое завершение Спасской башни Московского Кремля, сделанное в 1624—1625 годах, гораздо ближе большинству шатровых колоколен XVII столетия. Её граненый ярус звона имеет восемь проёмов, а не одну большую арку, как в Филаретовой пристройке. Стройный шатёр поставлен прямо на арочные перекрытия проёмов. Строительство звонницы на Спасской башне связано с англичанином Христофором Галовеем — часовых дел мастером.
- Ю. В. Тарабарина предполагает, что третьей шатровой колокольней этих лет в Москве была церковь Саввы Освященного под колоколы в Новоспасском монастыре. Храм не сохранился, но судя по его описанию середины XVII века, он имел шатёр с пинаклями по углам.

А. Л. Баталов на примере XVI века сформулировал важную закономерность развития форм русской архитектуры. Если появление новой типологии связано с внешним импульсом, то её дальнейшее существование идёт путём адаптации к местной традиции и преобразования созвучно имманентному развитию русской архитектуры.
Именно так развивалась типология шатровых колоколен на протяжении XVII века. В русской архитектуре привился только тип, представленный звонницей Спасской башни. Ярус звона делался в виде арочного восьмигранника. Шатёр ставился на арочные перекрытия проёмов, а не на прямой карниз, как в Филаретовой пристройке. Не получили употребления готические пинакли по углам шатра. При этом большое развитие получили окна-слухи в гранях самого шатра.
- Ранние шатровые колокольни 1630-х годов в основном не сохранились. К их числу принадлежали колокольни Троице-Сергиева монастыря, Казанского собора на Красной площади и церкви Всех святых на Кулишках в Москве. Сохранилась колокольня церкви Троицы в Никитниках (1628—1634 и 1653)[36], но время её постройки точно не известно.

В середине и особенно во второй половине XVII века в Москве и во множестве других городов шатровые колокольни стали неотъемлемой принадлежностью церквей. Чаще всего колокольни ставились над входом с западной стороны храма и соединялись с церковью низкой продольной трапезной.
- Московскими примерами могут служить колокольни церквей Григория Неокесарийского[37], Николы в Пыжах[38], Знамения за Петровскоми воротами[39] и многие другие.

Интересной особенностью обладают суздальские шатровые колокольни, имеющие вогнутую форму.

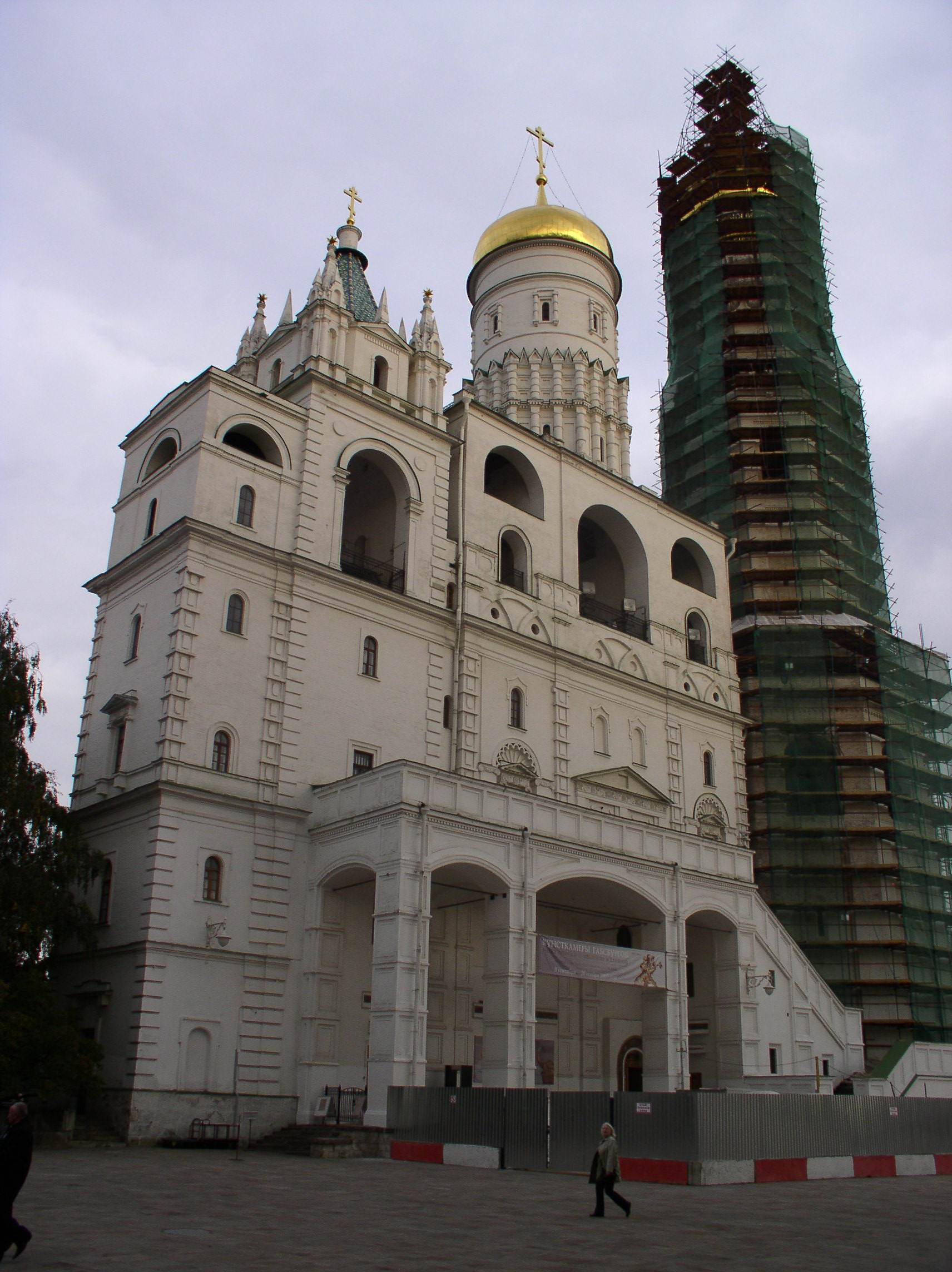
Филаретова пристройка в Московском Кремле. 1620-е гг. Восстановлена Д. Жилярди.
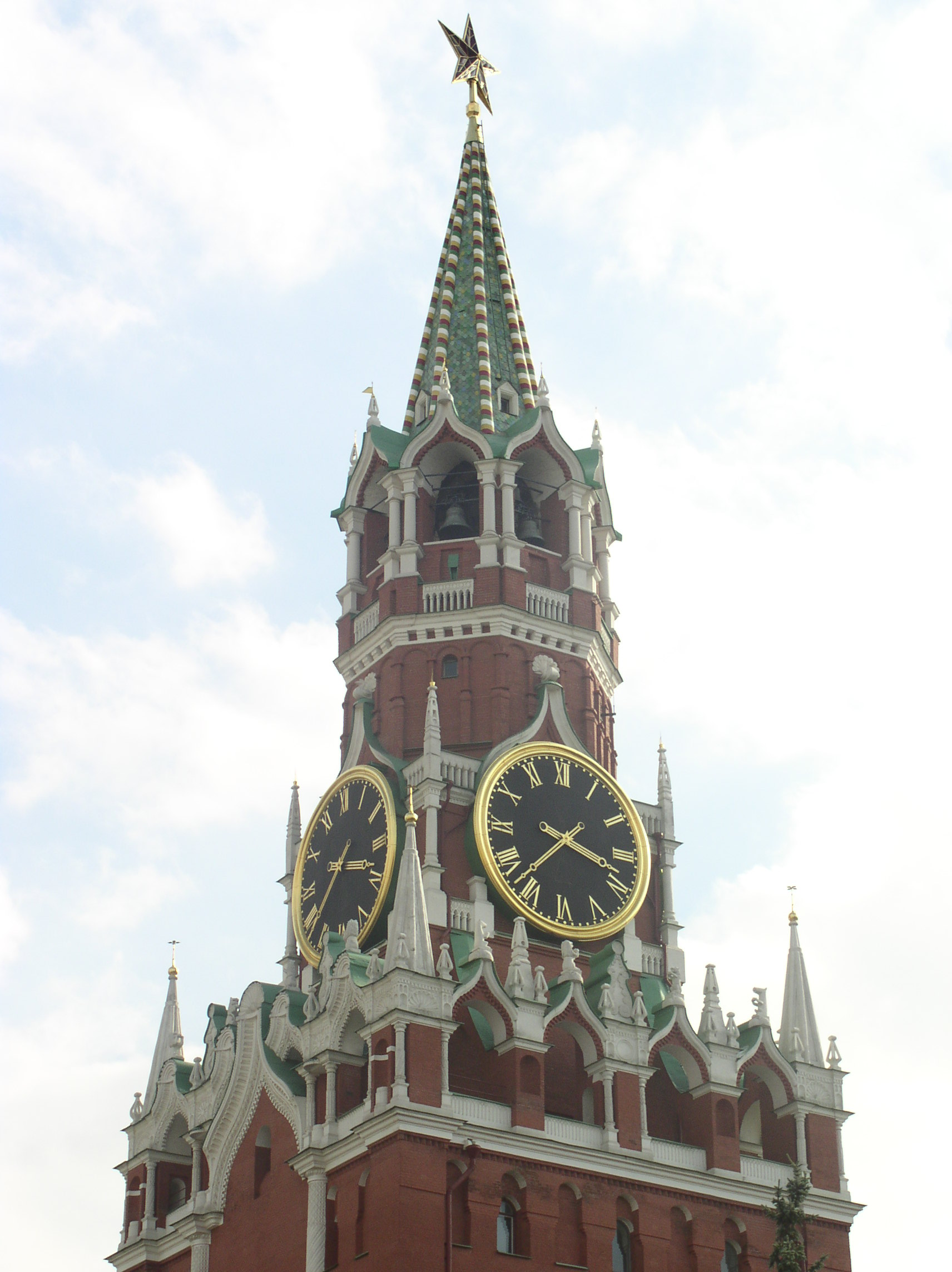
Спасская башня Московского Кремля. Надстройка Христофора Галовея, 1624—1625
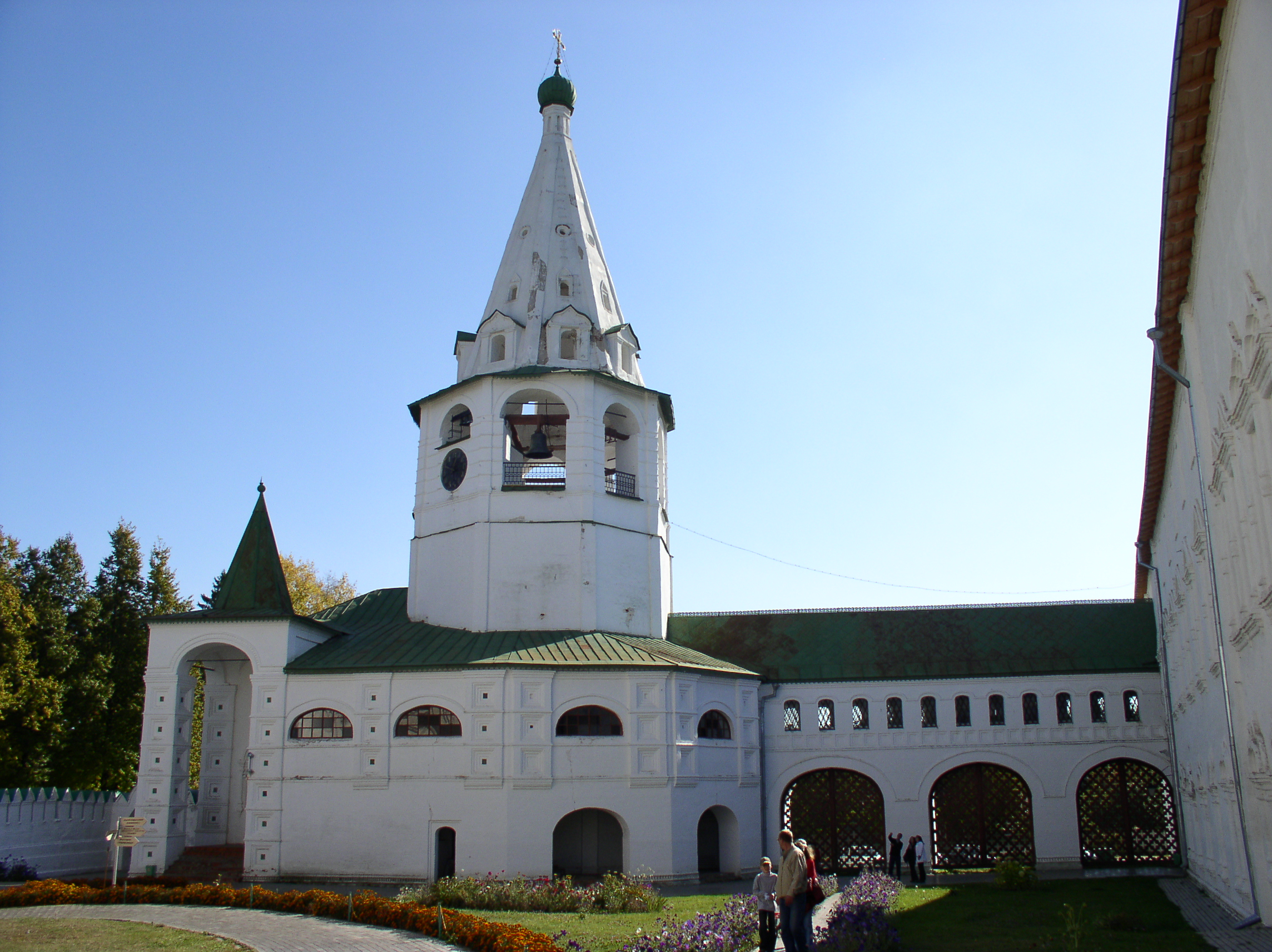
Колокольня архиерейских палат в Кремле в Суздале. 1635 год
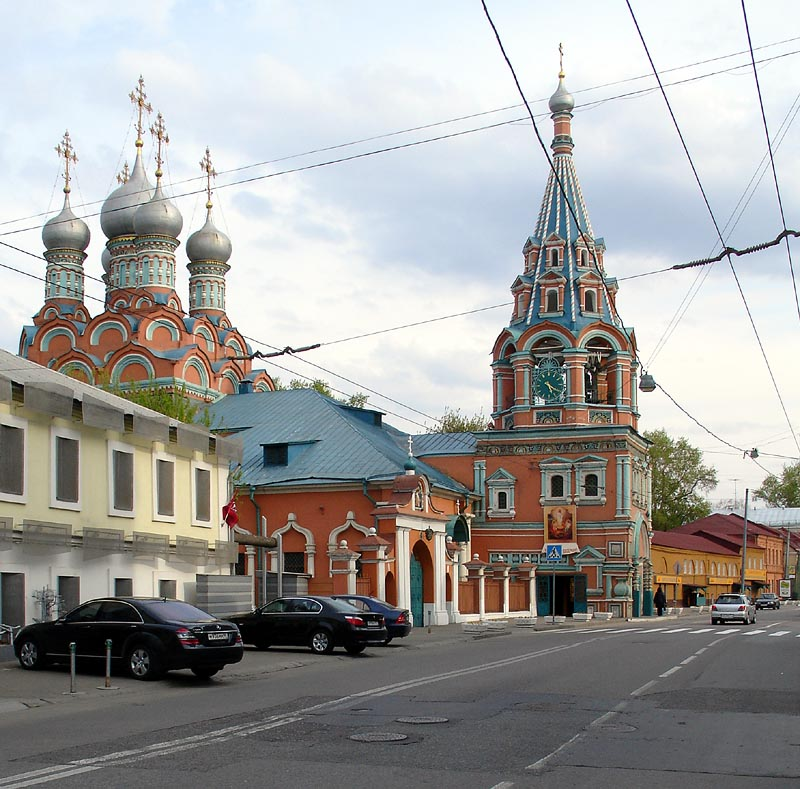
Церковь Григория Неокесарийского в Москве. 1667—1679
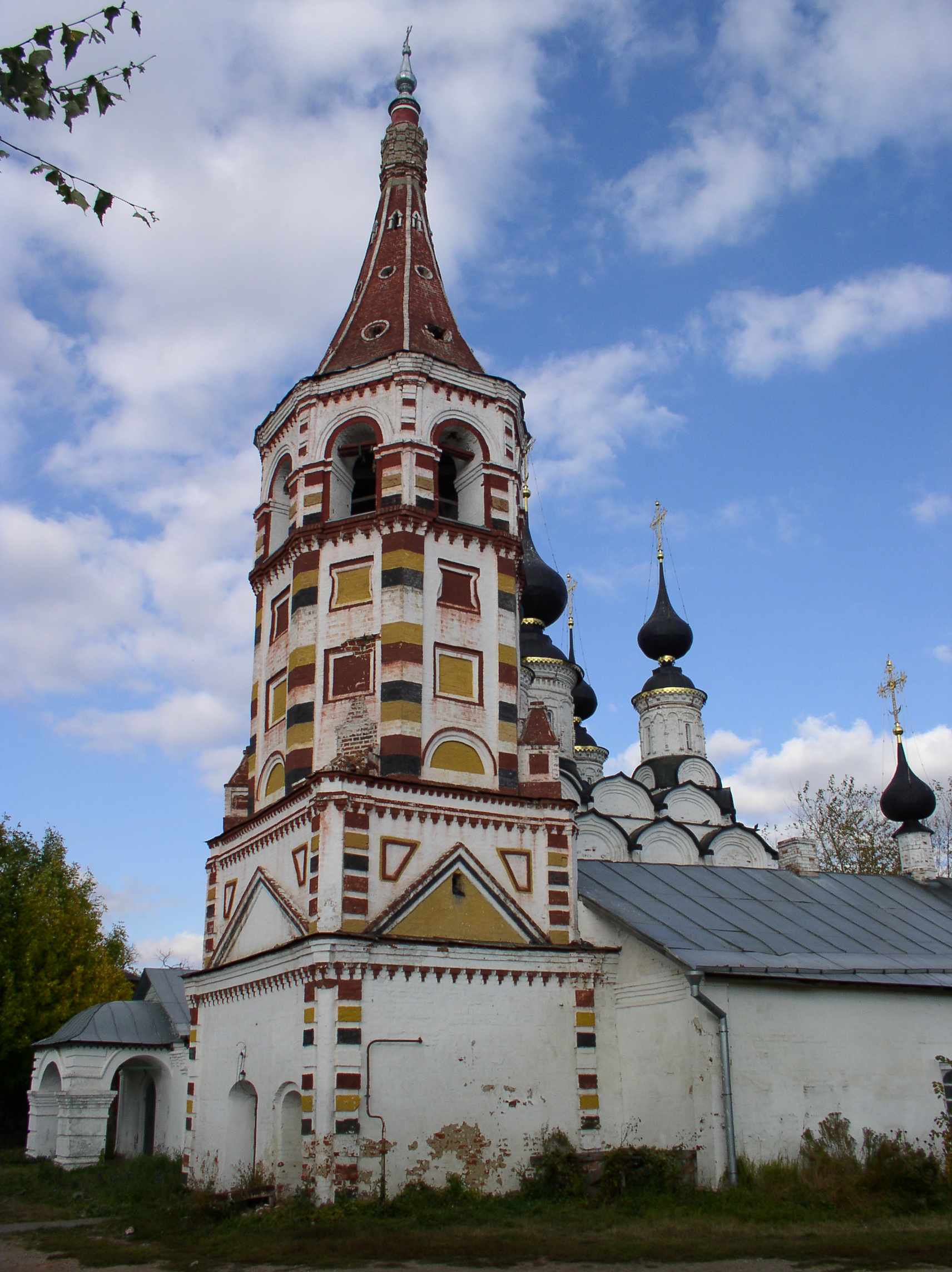
Антипиевская и Лазаревская церкви в Суздале. Колокольня Антипиевской церкви. 1745 год

### Шатровые храмы периода историзма и модерна

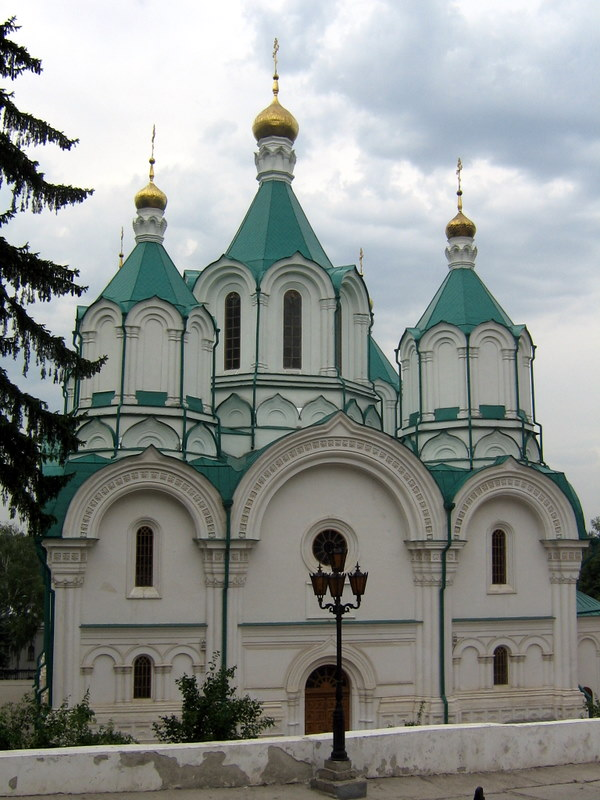
Святогорск. Собор Успения Пресвятой Богородицы. А. Горностаев. 1859—1868 гг.

Если в начале XVIII века форма шатра, как и другие элементы русской архитектуры XVII столетия, ещё жила в провинциальных постройках, то из профессиональной архитектуры она ушла до середины XIX века.
Уже К. А. Тон часто обращался к шатровому завершению, как характерному русскому элементу, хотя использовал его не совсем так, как это делалось в XVI—XVII веках.
- Храмами этого типа являлись уничтоженные Благовещенская церковь лейб-гвардии Конного полка в Санкт-Петербурге (1849) и Богородице-Рождественский собор в Красноярске (1845—1861)[40]. К. Тон использовал отдельные элементы древнерусской архитектуры, но по-своему видоизменял их. Шатры в его храмах были всего лишь декоративными навершиями.[источник не указан 729 дней]
- Также шатрами увенчаны пять глав Успенского собора Святогорской Лавры (1859—1868), построенного А. Горностаевым[41]. Собор подобен Тоновским постройкам, но в отличие от них сохранился до нашего времени.
- В 1851 году А. Горностаев построил храм Никольского скита для Валаамского монастыря. Образ столпообразного храма-монумента в духе XVI века послужил отличным прототипом для одиноко стоящего на берегу храма. В этой постройке шатёр играет гораздо более значимую роль, хотя и лишён конструктивного значения — внутри храм всё равно перекрыт куполом.
- Собор Петра и Павла в Петергофе (1895—1904), построенный В. А. Косяковым по проекту Н. В. Султанова, даёт ещё один пример пятишатрового храма. Н. В. Султанов внимательно воспроизвёл разнообразные детали русской архитектуры XVI—XVII вв. Здесь шатры скорее декоративный элемент. Шатры собора имеют чердаки, окнами которых служат прорезащие шатры «слухи»[42].

Более глубокого понимания древнерусских архитектурных форм достигли архитекторы, перешедшие в начале XX века к модерну.

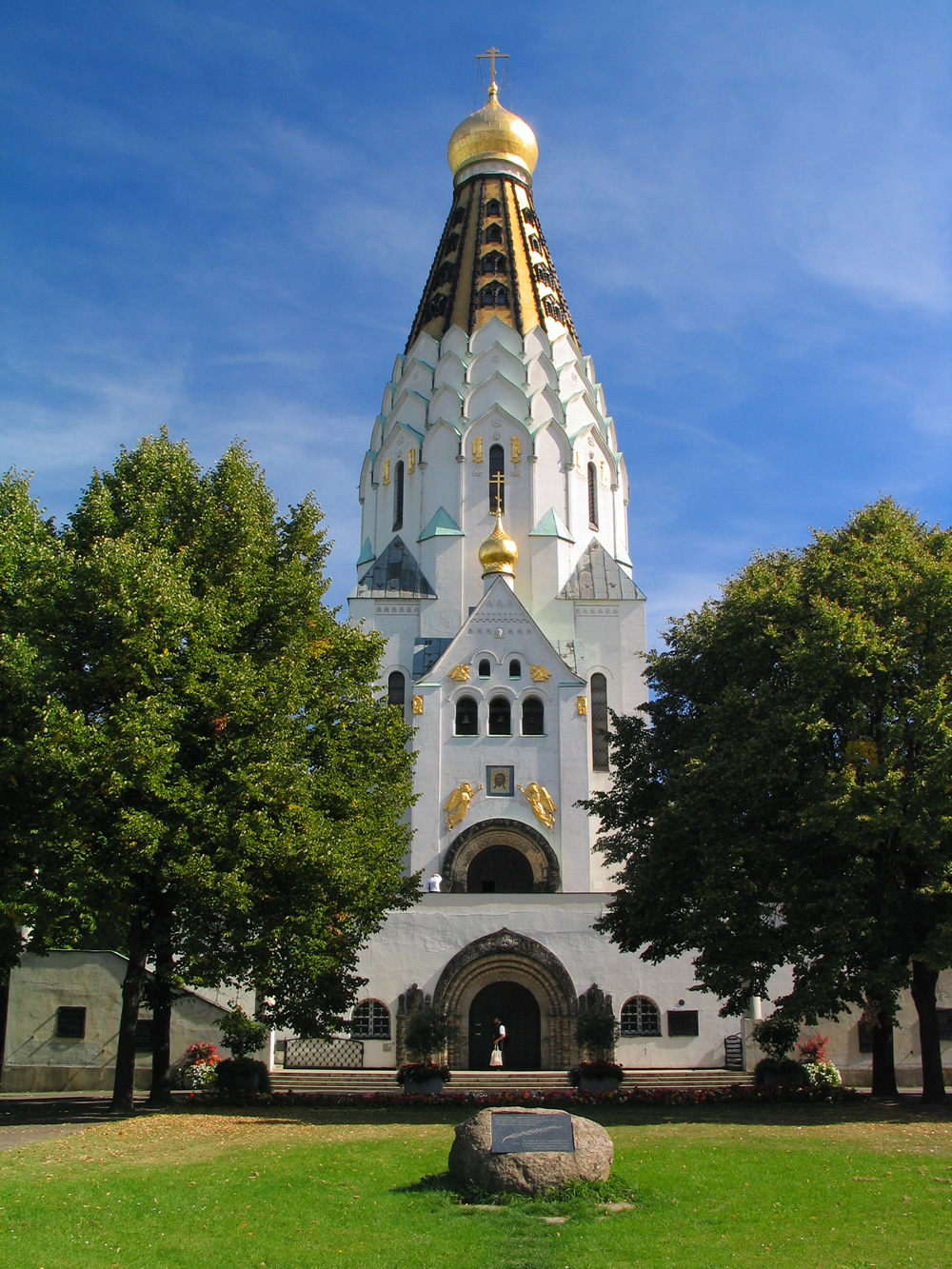
Русский храм-памятник в Лейпциге. 1912—1913. Архитектор: Владимир Александрович Покровский.

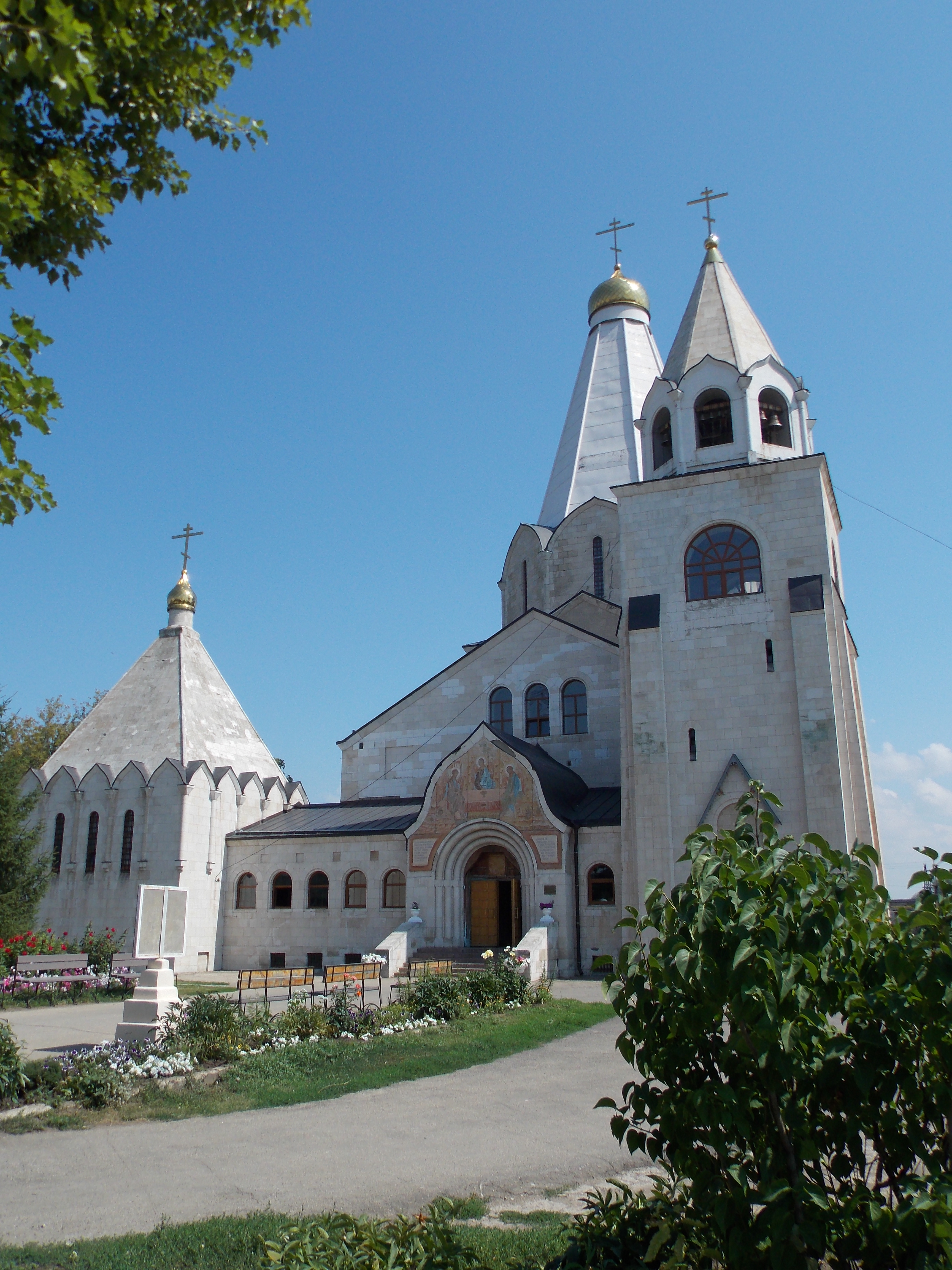
Свято-Троицкий храм в Балаково, 1910—1914. Проект Фёдора Шехтеля.

- Свято-Троицкий храм в Балаково, 1910—1914. Проект Фёдора Шехтеля. Ф. О. Шехтель — мастер отечественного модерна — в 1909 году спроектировал старообрядческий храм в Балакове (Саратовская область), ориентируясь на шатровые храмы XVI века[43]. Внешний облик храма, сохранившегося до наших дней, почти лишен декора и состоит из простых цельных объёмов. Грани шатра совершенно гладкие. Шатёр поставлен на восьмерик, грани которого заканчиваются кокошниками, а восьмерик в свою очередь стоит на более широком четверике, что было смелым техническим решением.

Существовал другой проект храма, разработанный братьями Леонидом, Виктором и Александром Весниными — известными впоследствии советскими архитекторами, построившими до революции целый ряд храмов. По замыслу Весниных, церковь должна была иметь сильно вытянутый вверх шатёр, вырастающий из двух рядов кокошников. Вместо колокольни должна была быть звонница, увенчанная тремя декоративными шатрами. Проект был ближе к древнерусскому зодчеству, в нём угадываются конкретные прототипы.
- В 1914—1916 годах Шехтель строит деревянный храм у Соломенной сторожки в Петровско-Разумовском. Формы церкви оказались чрезвычайно органичны, так что даже возникает мысль о копировании архитектором древней постройки. Но храм несёт в себе и признаки модерна. Его средняя часть — увенченный шатром, восьмерик на четверике — окружен притворами с кровлями красивых, плавных очертаний. Архитектор добился цельности интерьера и экстерьера, а также создал проект внутреннего убранства[44]. Храм утрачен (воссоздан в 1997 году с использованием оригинального проекта, но со множеством отступлений в деталях, на новом месте).
- Автор капитального труда «Курс истории русской архитектуры. Деревянное зодчество» М. В. Красовский создал проект шатрового храма-памятника 300-летия царствования Дома Романовых, выстроенного в 1914 году в посёлке Вырица Царскосельского уезда Санкт-Петербургской губернии. Этот шедевр деревянного зодчества начала XX века демонстрирует и тонкий вкус зодчего, и глубокое освоение им традиций древних мастеров, и высокую квалификацию исполнителей проекта.
- Шатровое завершение было выбрано для центральной главы и в церкви Воскресения Христова в Сокольниках, построенной в 1909—1913 годах П. А. Толстых. Этот православный храм — отлично сохранившийся памятник модерна.
- Архитектор В. Покровский построил не один шатровый храм. Первым была церковь св. Петра и Павла на Шлиссельбургском пороховом заводе, завершенная к 1906 году[45]. Все формы здания соединены движением вверх. На невысоком основании-восьмерике поднимается шатёр, низ которого скрыт двумя многогранными ярусами с окнами и венчащими каждую грань кокошниками.
- Высочайшим достижением Покровского стал храм-памятник Битве Народов под Лейпцигом (1912—1913). За основу был взят храм Вознесения в Коломенском как образец максимального вертикализма в древнерусском зодчестве. Однако, архитектор, рационально переосмыслив и упростив конструкцию здания, лишил его живой тектонической логики.

Церковные постройки последних предреволюционных десятилетий являются частью ярчайшего расцвета архитектуры в России. Их отличают не только большие художественные достоинства по сравнению с постройками периода историзма, но и более глубокое понимание образа и значения храма как такового.

И шатровые храмы, ориентированные в особенности на лучшие постройки XVI столетия, занимают среди произведений модерна заметное место.

Благовещенская церковь Конногвардейского полка в Санкт-Петербурге. 1849 г. Старая фотография
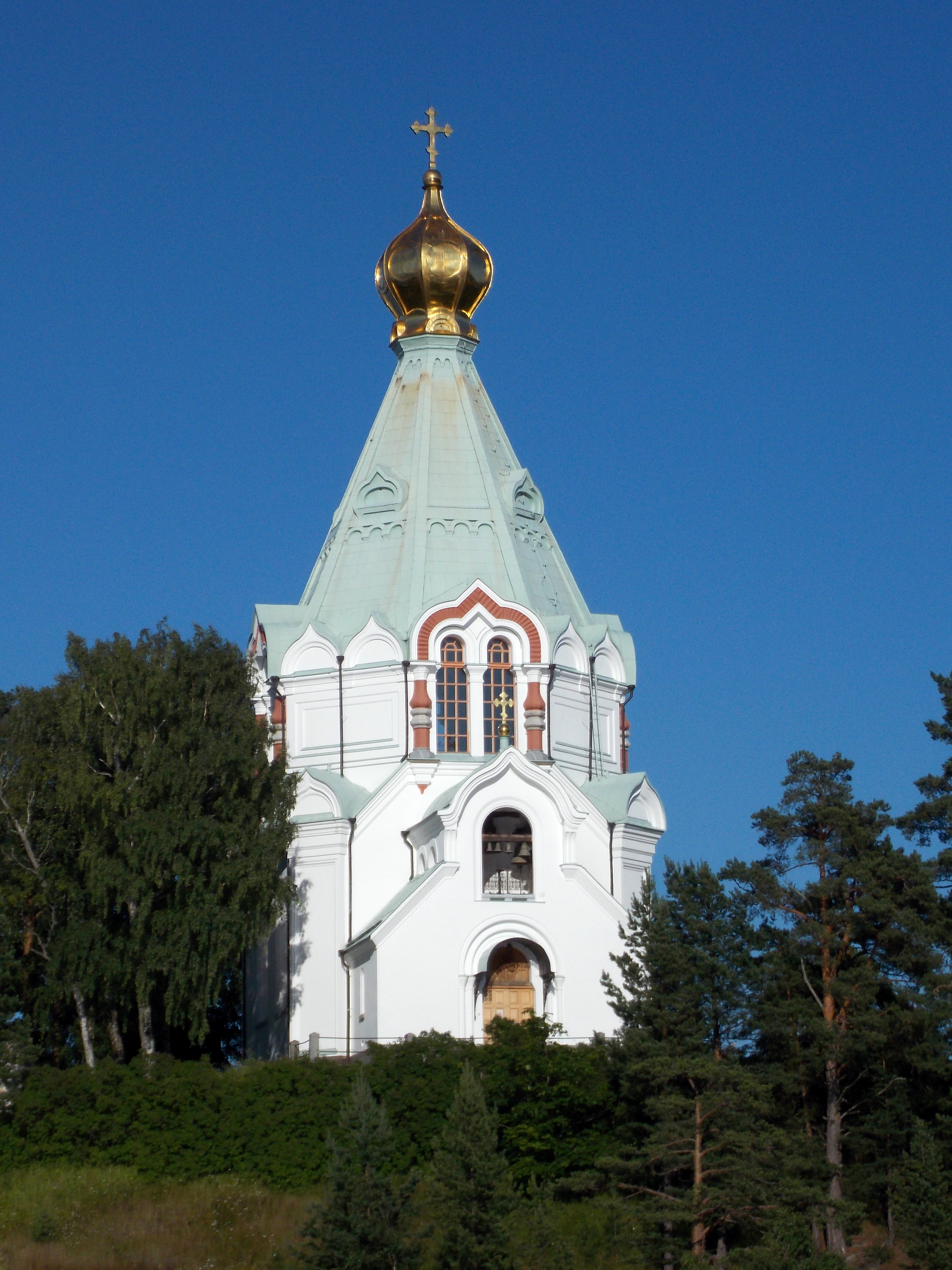
Храм Николая Чудотворца на Валааме. 1851 год
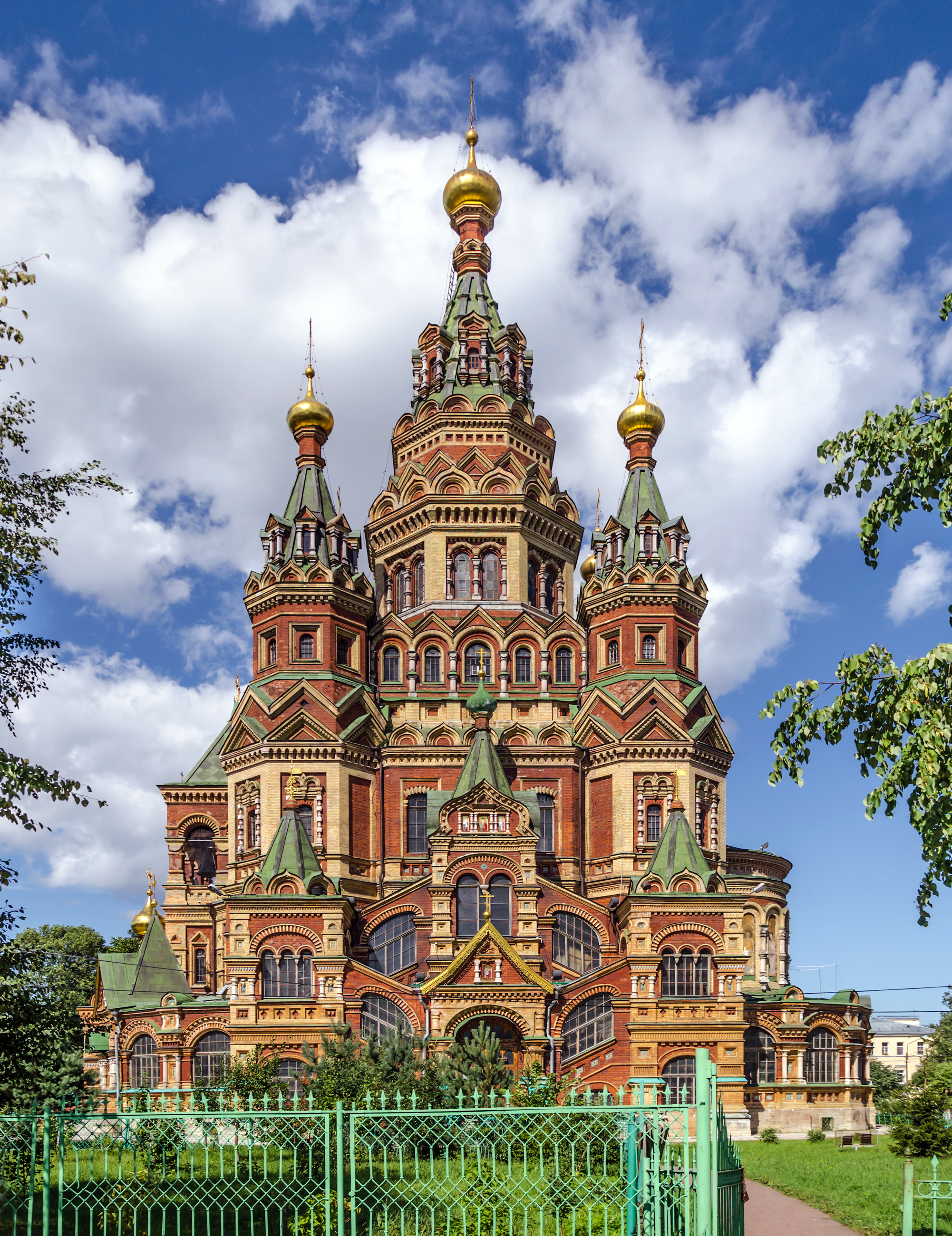
Собор Петра и Павла в Петергофе. 1905 год
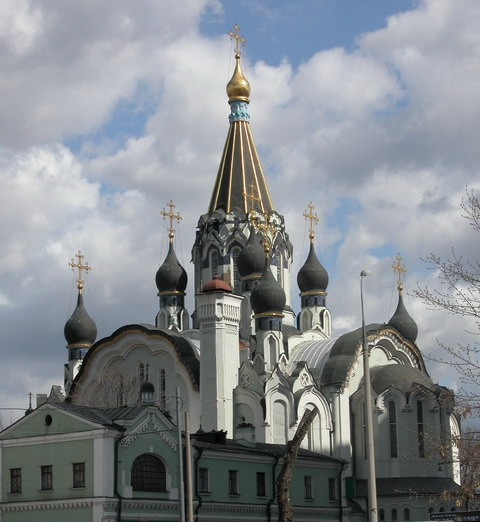
Храм Воскресения Христова в Сокольниках. 1909—1913.

### Современные шатровые храмы

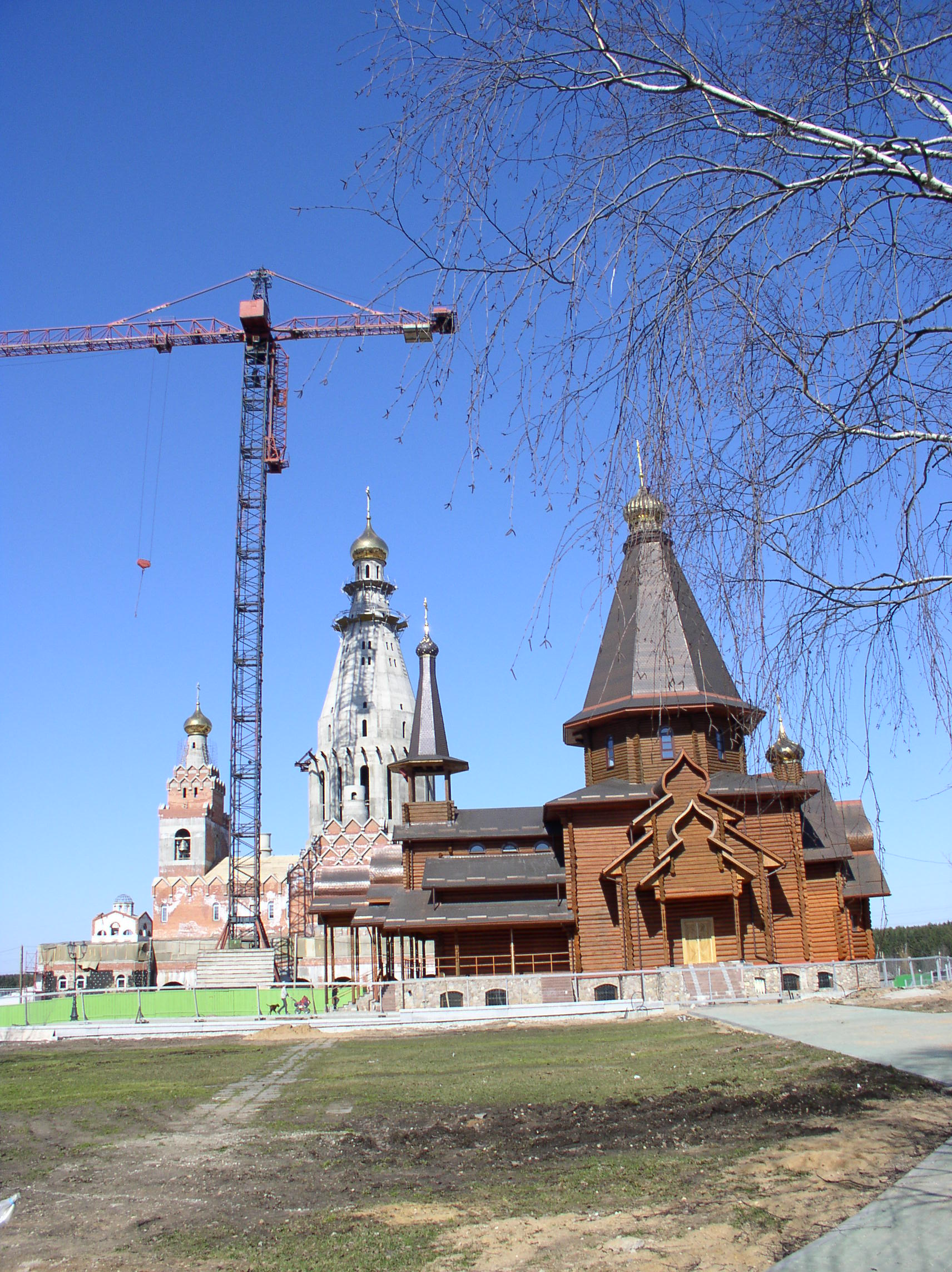
Строительство нового храма в Минске.

## Теории возникновения каменных шатровых храмов
На протяжении более чем столетия учёные высказывают предположения о происхождении шатровых храмов.
Многократно высказывалась мысль о связи шатрового зодчества с западноевропейской готикой (Н. М. Карамзин, И. М. Снегирев, Л. В. Даль, Е. Е. Голубинский, А. И. Некрасов, Г. К. Вагнер). С. В. Заграевский утверждает, что прямой связи здесь не могло быть, так как в европейской архитектуре шатры использовались преимущественно для башен, а также кухонь и пивоварен (в чисто утилитарных целях). Не известно ни одного храма, перекрытого каменным шатром. В редких случаях над средокрестием базилики мог ставиться деревянный шатёр, как в церкви Богоматери в Брюгге. В соборе Падуи над центральным куполом поставлен декоративный деревянный шатёр. Тем не менее, Заграевский отмечает, что древнерусская архитектура имела схожие с готикой тенденции развития вертикализма зданий.
Н. И. Брунов считал, что шатровые церкви развивают конструкцию храмов с повышенными подпружными арками. Как отмечает С. В. Заграевский, конструкция повышенных арок, несущих купол, и шатра, купол собой заменившего — это разные вещи. Но стремление древнерусской архитектуры к вертикализму храма прекрасно реализовалось в шатровом зодчестве. Появление шатровых церквей стало результатом той же тенденции в развитии русской архитектуры, что и появившееся ранее повышение подпружных арок.
Кроме того, в стремлении русских храмов с XIII века к динамичному, устремленному вверх объёму действительно есть родство с развитием готики. Поэтому опосредованное влияние образов готических храмов могло иметь место при создании нового типа храма в России. С. В. Заграевский считает, что итальянские архитекторы, работавшие на Руси, стилизовали свои постройки в готическом духе, желая больше связать их с местной традицией. В ней они видели ряд готических черт и в решении своих построек отступали от привычных им ренессансных форм. Но это объясняет образные черты шатрового зодчества и характер использованного декора. Типология же шатровых церквей не имеет точек соприкосновения с готикой, между готическими шпилями на башнях и шатрами над центром храма нет промежуточных звеньев.
Ряд исследователей (М. А. Ильин, П. Н. Максимов, М. Н. Тихомиров и Г. К. Вагнер) связывали шатровые храмы со старой традицией столпообразных церквей и с архитектурой башен. Столпообразные церкви с несколькими многогранными ярусами и завершенные куполом действительно предшествовали шатровым храмам, но их функция как храмов «под колоколы» не соответствует назначению первых придворных шатровых церквей.
Серьёзные основания имеет мысль о происхождении шатрового каменного зодчества от аналогичного по форме шатрового деревянного, столь распространённого на Руси с древности до настоящего времени. «Летописец вкратце Русской земли» под 1532 годом говорит: «Князь великий Василей постави церковь камену Вознесение Господа нашего Исуса Христа вверх на деревянное дело». Это летописное сообщение прямо связывает происхождение шатра с деревянным зодчеством. Выше приводились доказательства раннего происхождения деревянных шатровых храмов и их распространённости. Но если в деревянных церквях шатёр вынужденно сменил купол по конструктивным причинам, то замена купола шатром в каменном строительстве не связана с проблемой конструкции. Причину возникновения каменных шатров следует видеть в желании придать храму определённый образ. С. В. Заграевский отмечает, что и в Москве, и тем более в провинции вытянутые силуэты деревянных шатровых церквей играли ведущую роль. Итальянские архитекторы должны были учитывать окружавшую их архитектурную среду. Отсюда вероятность заимствования шатра именно из деревянных построек.
Например, Троицкая (Покровская) церковь Александровой слободы примыкала к деревянному великокняжескому дворцу. В ней первой, ещё очень неуклюже, был использован элемент деревянной архитектуры — шатёр. Четверик Троицкой церкви сходен ещё с четвериками обычных купольных храмов, в частности он имеет три апсиды. В следующей же постройке — церкви Вознесения в Коломенском — были найдены новые конструктивные решения и переработана форма четверика. Конструкция церкви позволила придать зданию необходимые вытянутые пропорции, а четверик приобрёл форму равноконечного креста, лишённого апсиды, но прекрасно переходящего в восьмерик и шатёр.
Вопрос о происхождении шатровых церквей остается спорным. В научной литературе можно встретить различные, полемизирущие одна с другой, точки зрения.